# Département de Loreto (Pérou)
 (avril 2024).
Pour les articles homonymes, voir Loreto.
Le Loreto est l'un des 24 départements du Pérou. C'est le plus septentrional, couvrant un peu moins du tiers (28 %) du territoire national au nord-est du pays, en Amazonie péruvienne.
Avec 368 852 km2, le Loreto est le département le plus étendu du pays mais, avec ses 1 049 364 habitants (appelés Loretenos et Loretenas), c'est aussi l'un des moins denses (0,35 hab/km²), du fait de sa situation géographique isolée dans la forêt pluviale amazonienne. Son climat est équatorial.
Le Loreto est aussi une province du même département, dont la capitale est Nauta (es).
Le département a été créé le 7 février 1866. Sa capitale Iquitos dans la province de Maynas, au bord de l’Amazone, est le plus grand port fluvial du Pérou. C'est aussi la plus grande agglomération au monde non accessible par la route, mais uniquement par avion ou bateau.

## Toponyme
D'après l'ouvrage Provincia litoral de Loreto (1864) du naturaliste Antonio Raimondi, l'ancienne et vaste division administrative créée en 1853 avait alors sa capitale à Moyobamba. L'auteur mentionne que le territoire tire son nom de l'ancien village Ticuna de Loreto, sur la rive nord du fleuve Amazone dans la région du trapèze amazonien, actuellement en territoire colombien.
Raimondi décrit que la ville « n'avait d'autre importance que d'être le dernier hameau péruvien à l'est de l'Amazonie et qu'elle marquait la frontière avec l'empire du Brésil ». La ville a également donné son nom à l'ancien district de Loreto qui comprenait alors ce hameau et Caballococha et couvrait en partie la superficie de l'actuelle province de Mariscal Ramón Castilla.
En 1922, après la résolution du conflit frontalier entre le Pérou et la Colombie avec le traité Salomón-Lozano, le Pérou a cédé le trapèze amazonien à la Colombie et avec lui, la rive nord de ce tronçon du fleuve. C'est ainsi que le hameau de Loreto resta en territoire colombien. Aujourd'hui, le village fait partie de la municipalité colombienne de Puerto Nariño dans le département d'Amazonas et s'appelle Loreto-Mocagua.
Il est à noter que l'actuelle province de Loreto n'a été créée qu'en 1942 et géographiquement elle n'a aucun rapport avec le hameau qui a donné son nom au département. Cette province aurait été nommée ainsi en revendication de ce nom face à la perte dudit hameau. Il s'agit donc d'un toponyme historiquement résiduel et obsolète.
Étymologiquement, loreto est un mot italien dérivé du mot latin lauretum qui signifie « lieu peuplé de lauriers ». Le nom vient d'un lieu de la Rome antique, sur la colline de l'Aventin, qui abritait un jardin de lauriers ; à partir de là, le terme était largement utilisé pour désigner tout bosquet contenant des lauriers. Ceci était étroitement lié à l'origine de la Vierge de Loreto car un sanctuaire marial se trouvait dans un lauretum.

## Histoire

### Période précolombienne
Les premiers colons de la région se sont installés sur les divers versants Est des Andes. Beaucoup de ces groupes ethniques se sont installés dans les bassins fluviaux de Purús, Turúa et Yaraví, recevant des noms différents de ceux de leur lignée.

### Période coloniale espagnole
Arrivé à Quito en Équateur depuis l'Espagne, Francisco de Orellana, quitte la ville de Guayaquil le 4 février 1541. Il réorganise sa caravane et avance vers la jungle, naviguant sur le río Napo jusqu'à son confluent où il découvre le fleuve Amazone le 26 août 1542.
La couronne espagnole n'a pas réussi à imposer sa domination dans la région. Le territoire attribué à la vice-royauté du Pérou, appartient de jure à la cour royale de Quito à partir de 1563 et, à ce titre, il devient une partie de la vice-royauté de Nouvelle-Grenade. Pendant toute cette période, cependant, la couronne espagnole n'a pas réussi à imposer sa domination dans la région comme elle l'a fait dans les Andes. Depuis Quito toutefois, les missionnaires dominicains et franciscains partent tout de même évangéliser les différentes ethnies de Moyobamba, qui appartenait à l'Audience royale de Lima créée en 1543. C'était la seule présence significative des Espagnols dans la plaine amazonienne à l'époque et cela jusqu'à la fondation de l'État républicain péruvien.
Il est difficile de déterminer le nombre de peuples autochtones dans la région lorsque les premiers explorateurs et missionnaires européens sont arrivés. Les chiffres donnés par les chroniqueurs indiquent qu'au cours du premier siècle de contact, 100 000 indigènes ont été baptisés. Vraisemblablement, lorsque les Espagnols sont arrivés, la population totale était de près de 300 000.
Mais l'arrivée des Espagnols en Amérique, a aussi propagé diverses maladies exogènes, comme la variole, le paludisme et la fièvre jaune, dans toute la jungle amazonienne, ainsi que dans le reste du continent, ce qui a décimé la population indigène ou du moins l'a considérablement réduite.
À l'époque coloniale, les jésuites et les franciscains évangélisent et fondent différentes villes. Au cours de ces années, ils contribuent, en ouvrant des routes, à réduire les distances entre les groupes autochtones et les villages coloniaux.

Villes fondées par les espagnols et les missionnaires.
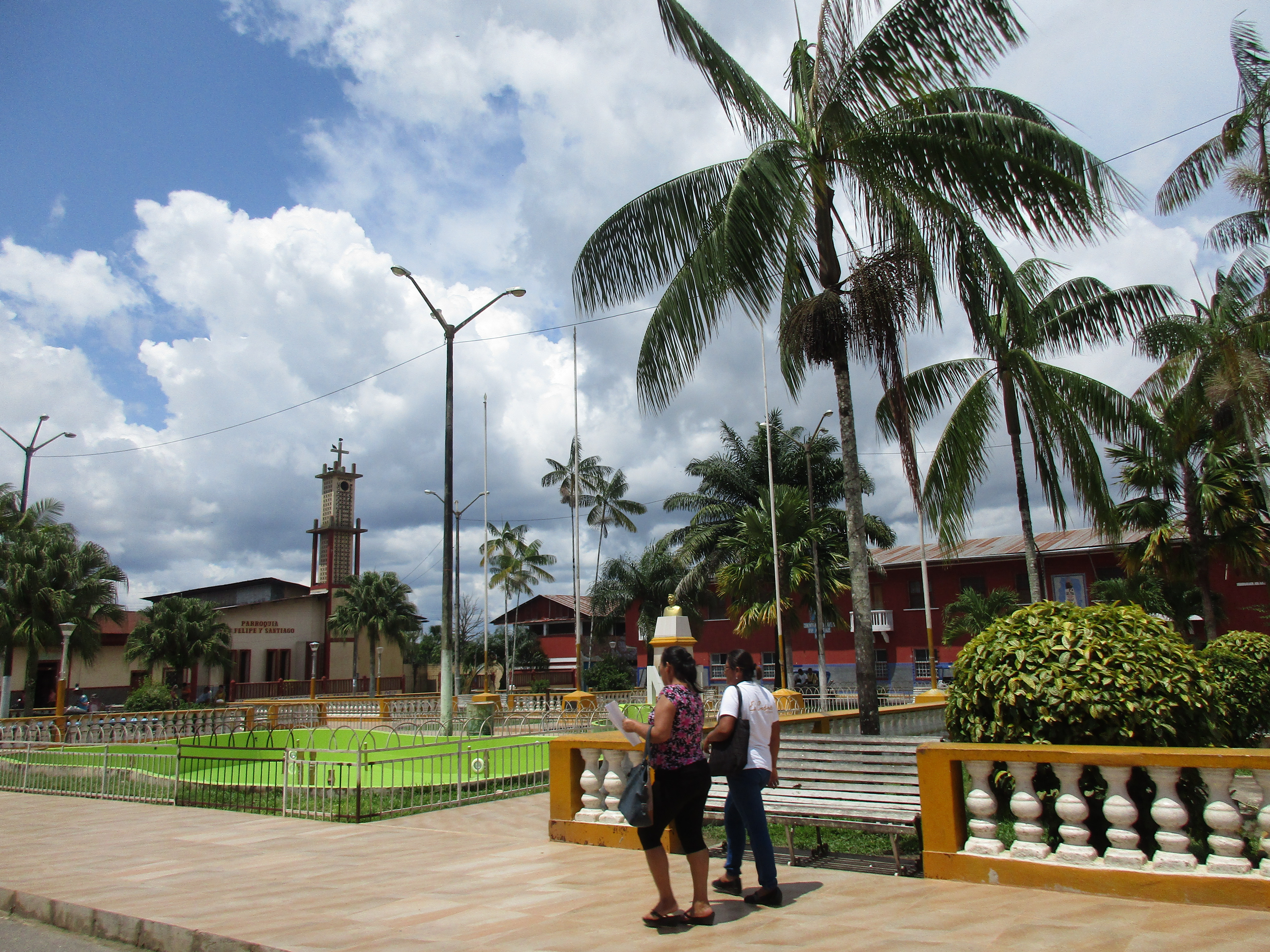
Nauta, chef-lieu de la province de Loreto.
Requena port fluvial sur la rivière Ucayali.
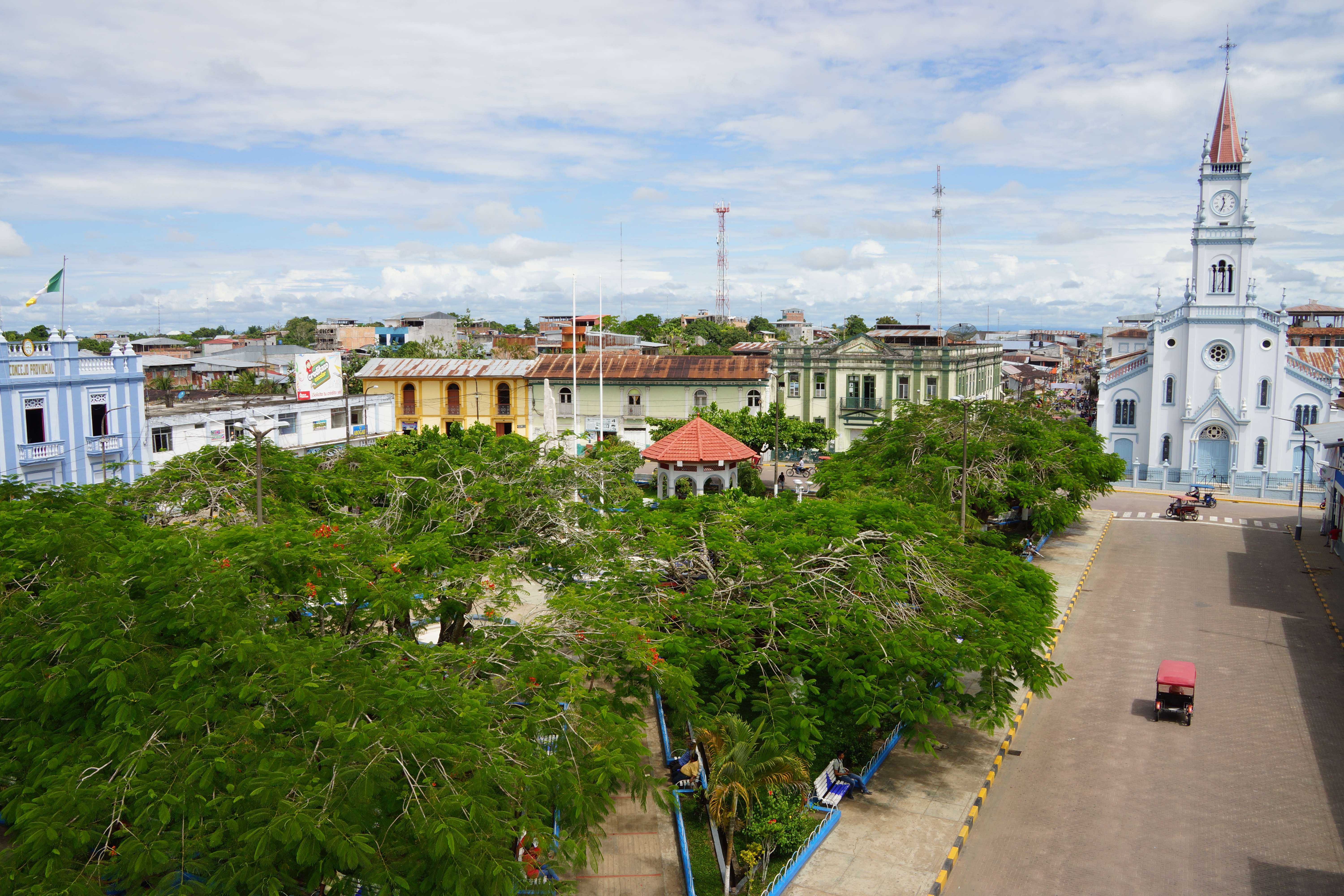
Yurimaguas ville portuaire terminus de la route 5NB la seule à relier le Loreto au reste du Pérou.
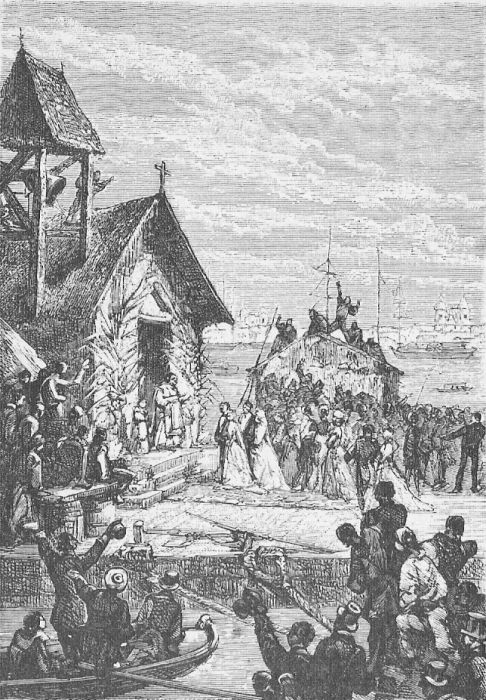
Saint Paul de Nuevo Napeanos, la future ville d'Iquitos.

### Dans l'intendance de Trujillo
Une partie du territoire actuel du département de Loreto est rattachée à l'intendance de Trujillo créée en 1784. L'intendencia comptait neuf partis qui étaient Trujillo, Lambayeque, Piura, Cajamarca, Huamachuco, Chota, Moyobamba, Chachapoyas, Jaén et Maynas.
L'Intendance de Trujillo était la plus grande de la Vice-royauté du Pérou comprenant presque tout le nord du Pérou actuel. Son premier président fut Fernando Saavedra de 1784 à 1791. Lui succéderont : Vicente Gil de Taboada (1791-1805 et 1810-1820), Felice del Risco y Torres (provisoire) (1805-1810) et le marquis de Torre Tagle (1820), qui mènera l'intendance vers l'indépendance.
Cette entité politique créées par les réformes bourboniennes faisait partie du gouvernement du commandement général de Maynas, qui était une division territoriale de l'empire espagnol dans la vice-royauté du Pérou, créée par un décret royal du 15 juillet 1802. Elle englobait les départements péruviens actuels d'Amazonas, de San Martín, de La Libertad et de Loreto.
En 1802, le Commandement General de Maynas et Quijos fut créé, séparant ce territoire de l'Audience royale de Quito et le réintégrant à nouveau à la vice-royauté du Pérou. Le fait d'avoir appartenu quelques années avant cette date au pouvoir de Quito, a motivé ultérieurement la revendication équatorienne du territoire situé au nord du fleuve Marañón.

### Revendication colombienne

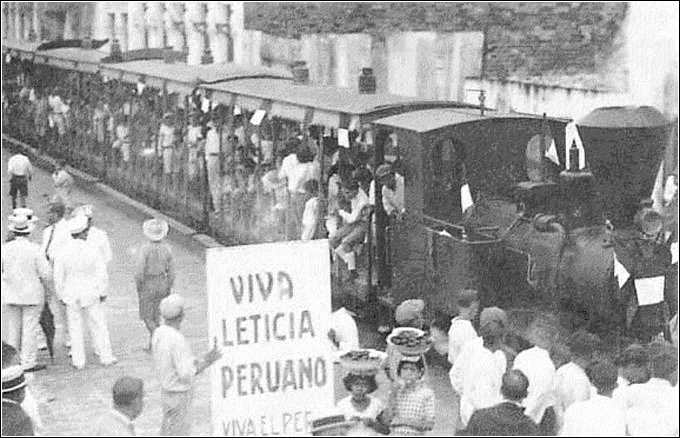
Des manifestants péruviens protestant contre le transfert du port de Leticia à la Colombie (1932).

En 1822, le gouvernement colombien envoya Joaquín Mosquera au Pérou pour demander la restitution de Maynas. Le 25 juillet 1824, le Congrès de la Grande Colombie (formée par les pays actuels de Colombie, du Venezuela, du Panama et de l'Équateur), promulgua une loi de division territoriale visant à inclure le canton de Quijos dans la province de Pichincha du département de Quito, selon les limites qu'il avait au moment de la création de la vice-royauté de Nouvelle Grenade. Il avait également l'intention d'incorporer la province de Jaén de Bracamoros et celle de Maynas au département d'Azuay. Le refus péruvien de céder les territoires déclencha en 1828-1829 une guerre entre les deux pays : la guerre Grande Colombie-Pérou.
Un traité de paix formel, connu sous le nom de traité Larrea-Gual, met fin au conflit le 22 septembre 1829. Ensuite, la loi du 21 novembre 1832, intègre Maynas au territoire du nouveau département péruvien de l'Amazonas, dont elle se sépare en 1853, lorsqu'un gouvernement politique est créé à Loreto.
À l'heure actuelle, le département de Loreto entretient de très bonnes relations avec les départements de Huánuco, et d'Ancash et ceux qui faisaient partie de l'administration de Trujillo, tels que San Martin, Ucayali et La Libertad.

### Période républicaine

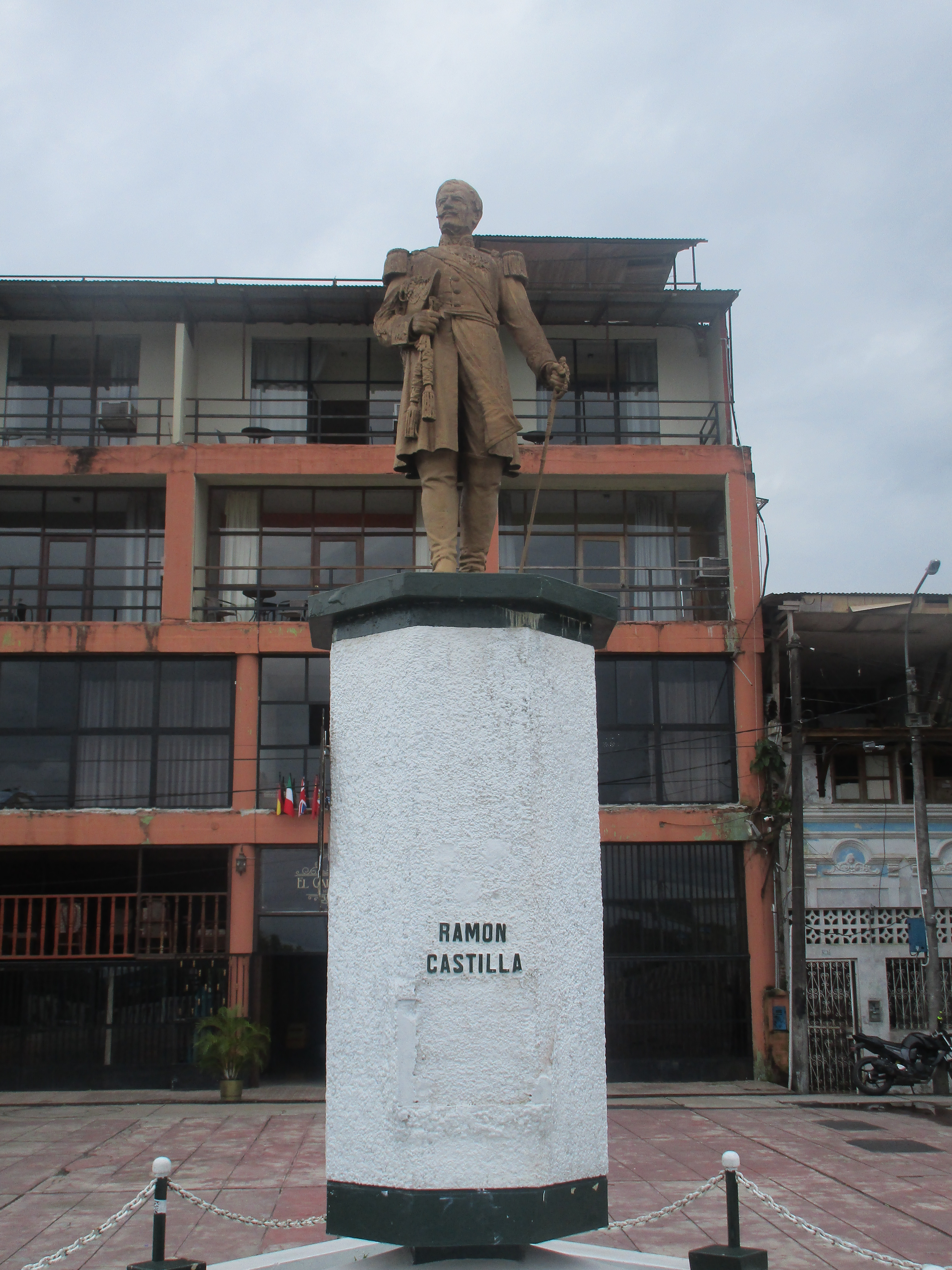
Statue de Ramón Castilla à Iquitos.

Le 1er novembre 1832, le territoire composé des provinces de Chachapoyas et de Maynas est séparé du département de La Libertad pour former le département d'Amazonas, dont le siège préfectoral est établi dans la ville de Chachapoyas.
Ramón Castilla y Marquesado (1797-1867), a été celui qui a initié la colonisation et l'annexion officielle de l'Amazonie occidentale à la République péruvienne, ainsi que la création ultérieure du département de Loreto, tâches qu'il mène à bien au cours de ses deux mandats non consécutifs de Chef suprême de la République péruvienne (1845 -1851) et (1858-1862).
Le 10 mars 1853, le président Ramón Castilla a séparé la province de Maynas de la juridiction de la préfecture d'Amazonas, l'établissant en tant que gouvernement politique et militaire, reclassé plus tard en province fluviale de Loreto (15 avril) puis en département maritime et militaire (1861). Bien que ces territoires soient contestés par la Colombie, le Pérou et l'Équateur, des Péruviens y furent envoyés pour former la base d'un peuplement. L'exploration de la région fut ainsi presque essentiellement menée par les militaires péruviens. Le 7 septembre 1866, le Département de Loreto est créé avec pour capitale Moyobamba.
Le 10 septembre 1857, les Équatoriens, pour payer les dettes de leur guerre d'indépendance, envisage de céder à des créanciers britanniques un territoire dans la région de Canelos. Le Pérou proteste en signalant que selon le principe uti possidetis juris celui-ci lui appartient. L'Équateur, en proie à des troubles civils, continue toutefois ses négociations, alors que le Pérou en exige l'arrêt.

Devant le refus équatorien, le Pérou mobilise son armée et sa marine établit un blocus des côtes. Sur ces entrefaites, des insurrections éclatent en Équateur et conduisent à la création de 3 gouvernements distincts dans le pays. Les forces péruviennes profitent de la confusion, débarquent et occupent Guayaquil le 8 novembre 1859. Un gouvernement central équatorien enfin formé signe le traité de Mapasingue qui reconnait les droits du Pérou. 

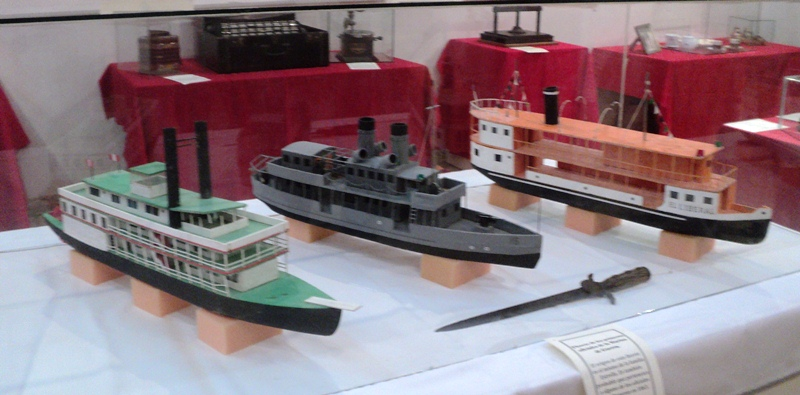
Maquettes du Próspero, du Pastaza et du Morona.

C'est à la suite de cette 1re guerre peruano-équatorienne que, ayant récupéré les territoires disputés, la marine péruvienne installa une base à Iquitos en 1864.
C'est en 1860 qu'arrivent sur le fleuve Amazone les premiers navires le Próspero, le Pastaza et le Morona ce qui est considérée comme le début de l'annexion officielle de l'Amazonie.
Entre 1885 et 1907, éclate la fièvre du caoutchouc (Hevea brasiliensis), qui provoque un regain d'intérêt pour la région, rompant l'isolement de la période précédente dû à l'abandon des missions.
C'est une époque à la fois de manne pour les saigneurs de caoutchouc et de semi-esclavage pour divers groupes autochtones. Les Blancs y ont exploité et torturé des milliers d’esclaves indiens dans les régions amazonienne du Pérou et de la Colombie, afin de s’enrichir grâce à l’exploitation du latex.
Des amérindiens Witotos, Mirañas, Ocainas, Andokes, Nonuyas, Muinanes et Boras furent ainsi arrachés à leurs forêts et conduits comme esclaves dans les plantations d'hévéas, en particulier à la Casa Arana de Julio C. Arana, administrée par Víctor Macedo et Miguel de Loayza. Ce génocide des indiens du Putumayo dura plusieurs décennies,.
C'est à cette  période qu'Iquitos devient le port fluvial le plus important grâce à l'expédition de matières premières destinées à l'exportation. Cette « fièvre » s'arrête lorsque les hévéas sont acclimatés en Asie et dans les colonies européennes.
Le 2 mai 1896 une insurrection proclame l'État fédéral de Loreto (es), première tentative d'obtenir une plus grande autonomie pour le département. Cette entité infranationale a une courte existence, étant dissoute le 10 juillet de la même année après que la rébellion ait été écrasée par le gouvernement de Nicolás de Piérola.
Le 9 novembre 1897, le Loreto perd une partie de son territoire par la création du département de San Martín, de sorte que sa capitale (Moyobamba) est transférée à Iquitos à la même date.

### Période contemporaine
Entre 1920 et 1938, le père augustin et philologue indigène Lucas Espinosa (es), était chargé de la recherche comparative sur les langues Tupi ; le Cocamas (es), le Cocamilla (es) et l'Omagua. Il accumule alors des données philologiques et technologiques sur les peuples indigènes de cette région, à la fois en Amazonie péruvienne et colombienne.

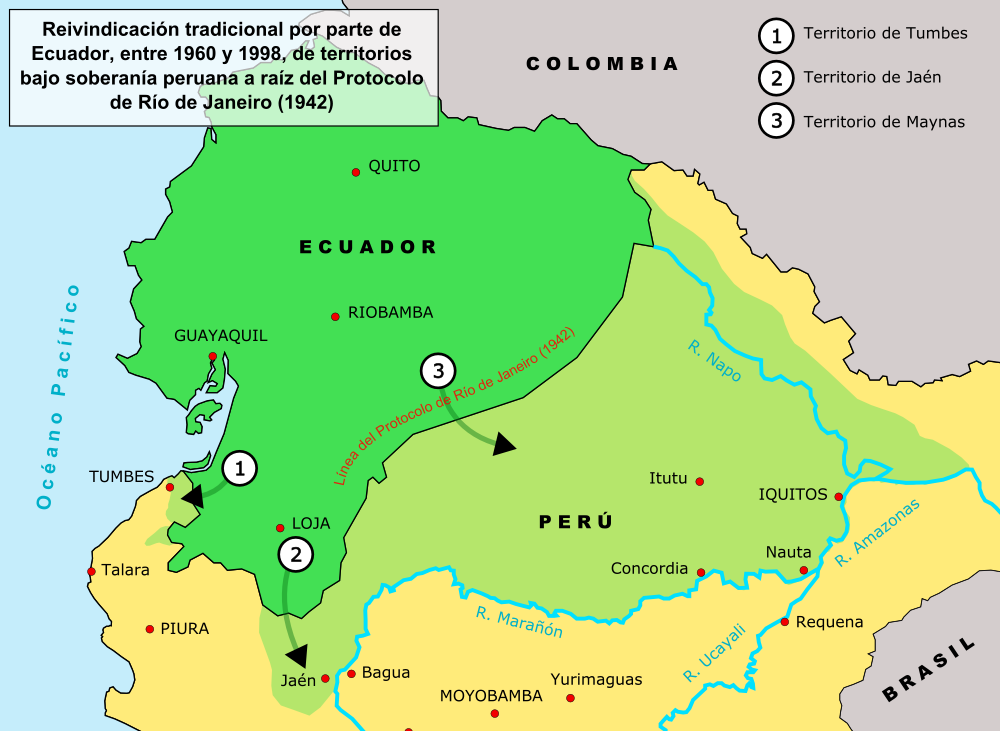
Zones concernées par les conflits frontaliers Pérou-Équateur.

La deuxième guerre péruano-équatorienne se déroule de 1941 à 1942 - en pleine Seconde Guerre mondiale - à la suite des conflits frontaliers dont les origines remontent au découpage territorial effectué lors de la colonisation espagnole (1563), puis à la l'indépendance des colonies (1819), à la dissolution de la Grande-Colombie (1830) et à l'indépendance de l'Équateur (1832).
Cette seconde guerre entre les deux pays, après celle de 1858, se solde par une victoire du Pérou. Le pays reçoit 18 552 km2 de territoire pris à l'Équateur et il lui en cède 5 072 km2. La plupart des superficies acquises se trouvent dans le département de Loreto.
Toutefois, dans les années 1960, l'Équateur contestera encore la validité de cet accord car signé sous la contrainte alors que des troupes étrangères campaient sur son sol.
Pendant le second gouvernement Leguia (1919-1930), des Loretanos qui n'étaient pas satisfaits du traité signé avec la Colombie provoquent des petits conflits avec les autorités colombiennes et du gouvernement régional du Loreto. Guillermo Cervantes (es), un capitaine commande le soulèvement, appelé par les Loretanos sous le nom de « Révolution Cervantine », de ces civils mécontents et des Forces armées du Nord-Est. Ce mouvement commencé comme une protestation contre la politique du gouvernement péruvien, donne naissance au troisième État fédéral de Loreto. Cette tentative de fédéralisation parvient à avoir sa propre monnaie et son propre gouvernement, mais ne dure que quelques mois, après plusieurs combats et la fuite de Cervantès en Équateur. Le mécontentement contre le traité avec la Colombie persiste toutefois et conduit en 1930 au coup d'État de Luis Miguel Sánchez Cerro, puis à l'incident de Leticia (1932-1933).
Le 17 décembre 2018, le Congrès de la République supprime l'exonération du paiement de la TVA au département de Loreto, mesure qui est entrée en vigueur le 1er janvier 2019.
Aujourd'hui, les réserves de pétrole, ainsi que le développement intensif de l'écotourisme, offrent à Loreto des perspectives favorables pour son développement.

Depuis juin 2019, du pétrole s’écoule d’un pipeline dans le département. Après douze jours de grève et de blocages d’axes routiers, le gouvernement accepte de négocier avec les communautés indigènes locales. Celle-ci demandent, outre la réparation des dommages causés par l’activité pétrolière et l’investissement dans des projets de développement, l’arrivée d’urgence d’une aide humanitaire dans les villages affectés par la rupture du pipeline. La fuite a engendré la pollution massive de plusieurs cours d’eau et d’hectares de terres cultivées, affectant significativement les habitants des environs.

Événements historiques sur le territoire actuel du département de Loreto.
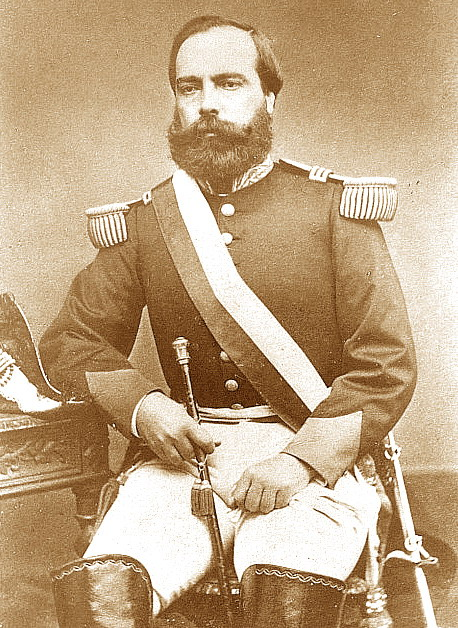
Le président Mariano Ignacio Prado Ochoa a officiellement créé le département de Loreto en 1866.
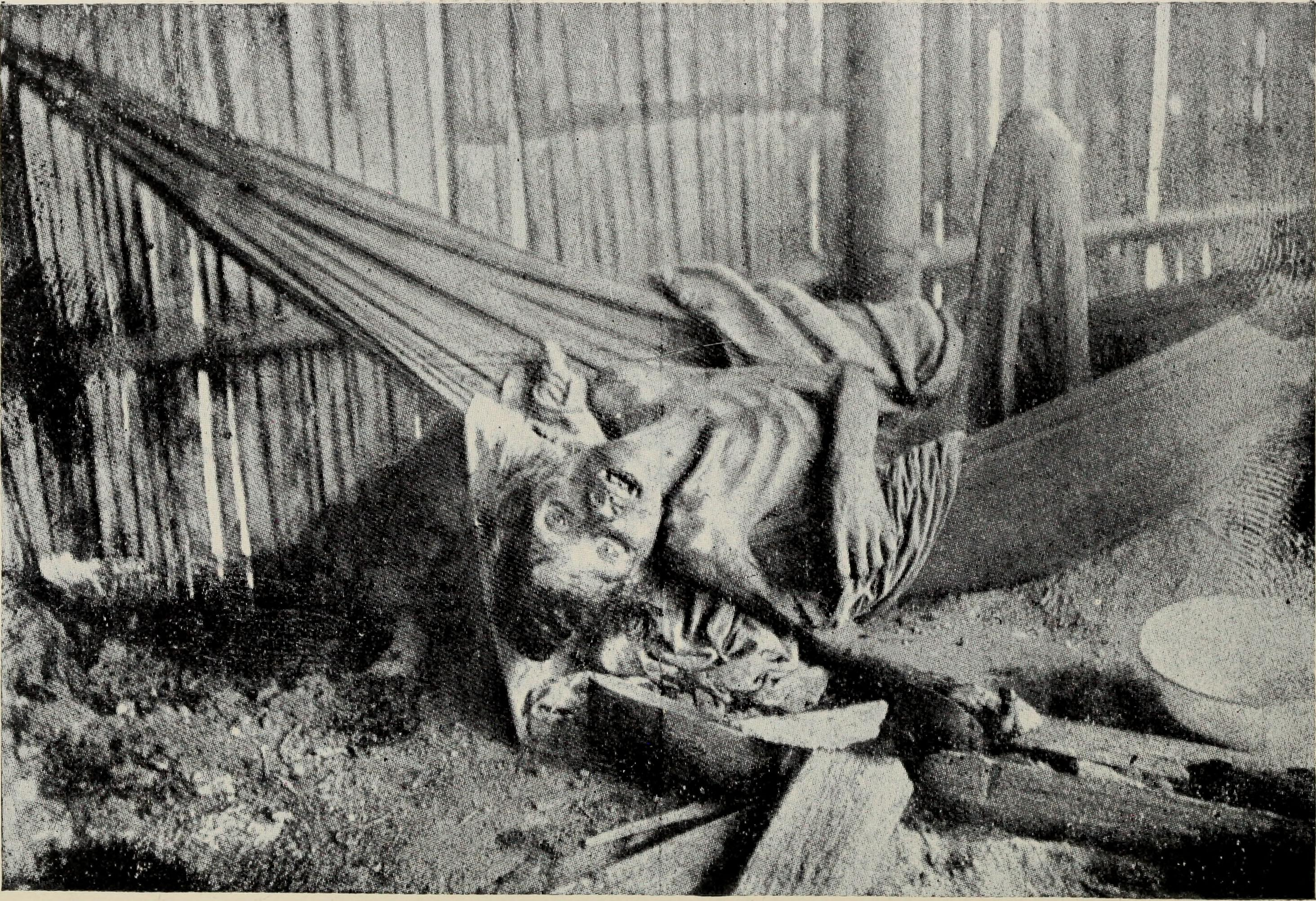
Génocide dans la province de Putumayo de 1879 à 1912.
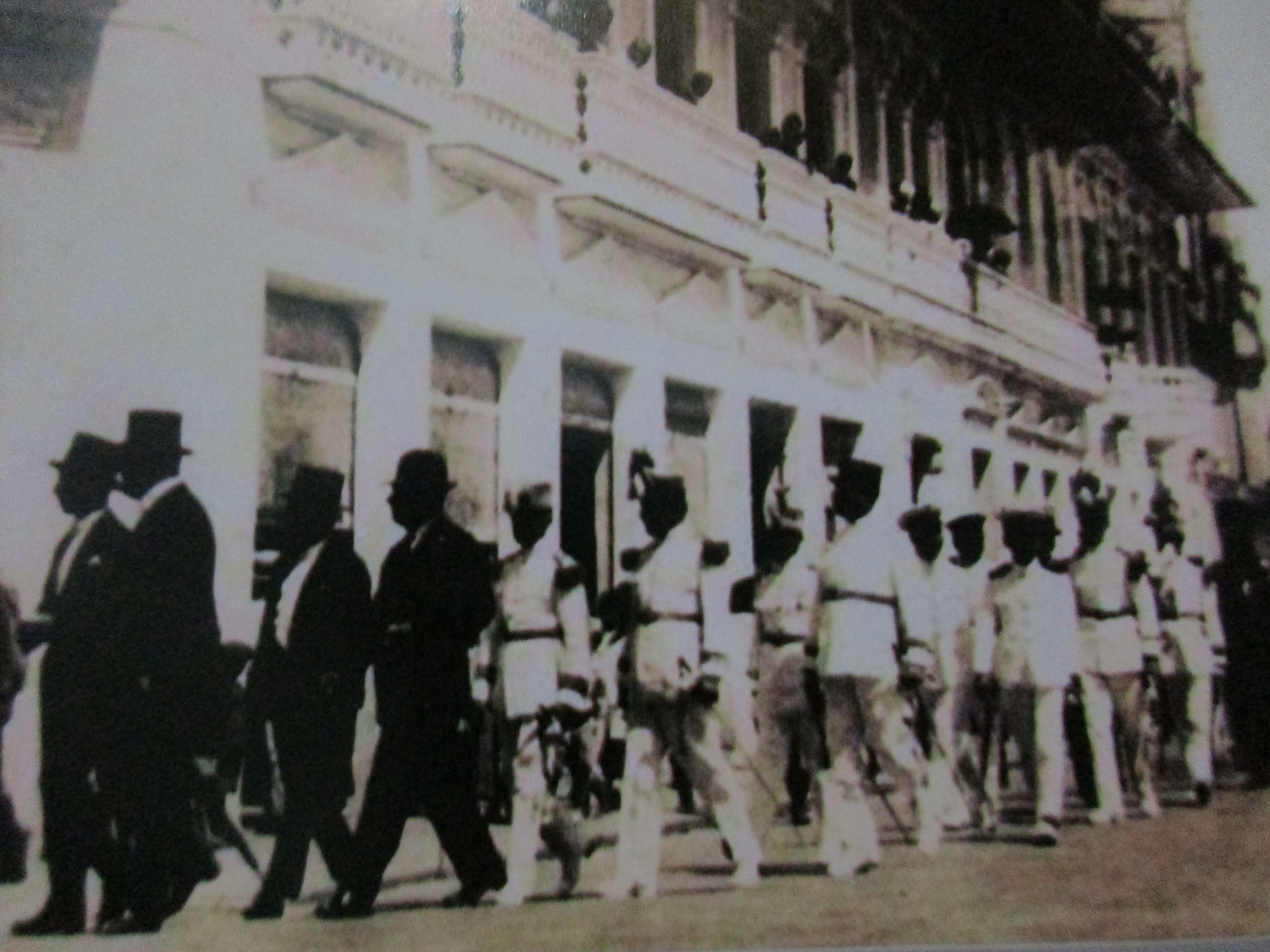
La fièvre du caoutchouc de 1880 à 1914.
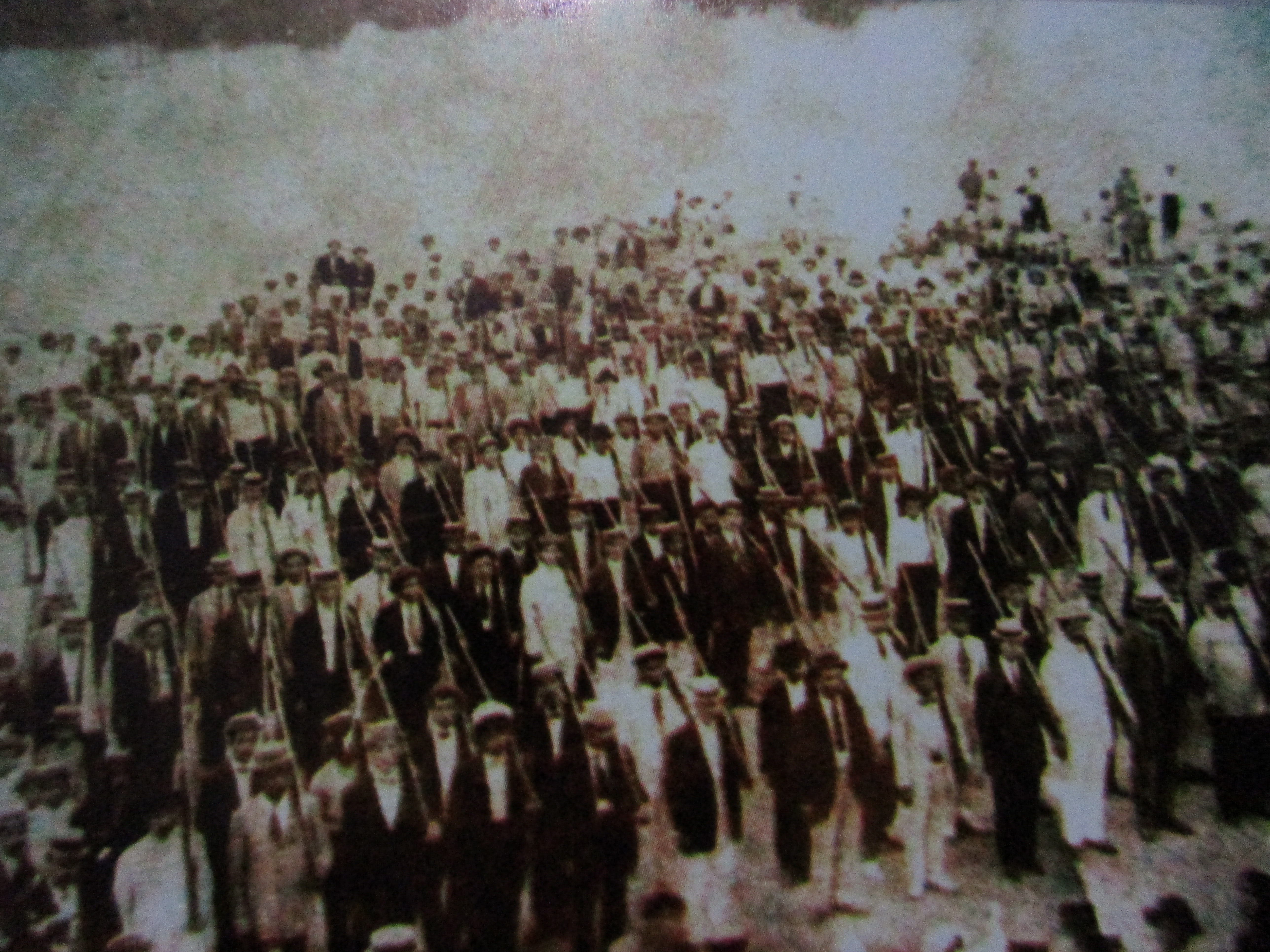
Insurrection de Loreto en 1896 et création du premier État fédéral de Loreto.
Drapeau du 3e État fédéral de Loreto lors de sa création en  1830 à la suite de l'insurrection de Guillermo Cervantes en 1930.

## Géographie
Le département de Loreto est situé au nord-est du Pérou. Il comprend une vaste plaine couverte par la jungle, traversée par de nombreuses rivières à fort débit. Son territoire occupe une superficie de 368 852 km2, soit un peu plus que celle de l'Allemagne.
Le département est frontalier ;
- au nord-ouest avec les provinces équatoriennes de Sucumbíos, Orellana, Pastaza et Morona-Santiago;
- au nord-est avec les départements colombien de Putumayo et d'Amazonas;
- au sud-est, avec les États brésiliens d'Amazonas et d'Acre;
- au sud avec les départements péruviens d'Ucayali et de Huánuco;
- à l'ouest avec les départements péruviens d'Amazonas et de San Martín.

C'est la septième plus grande entité infranationale d'Amérique du Sud et de toute l'Amérique latine derrière cinq États du Brésil (Amazonas, Pará, Mato Grosso, Minas Gerais et Bahia) et le département de Santa Cruz en Bolivie.

### Hydrographie
Le vaste territoire très plat de Loreto modelé par les cours d'eau comprend des parties de jungle haute (220 m au maximum) et basse (70 m) et est en grande partie recouvert d'une épaisse végétation.
De larges plaines inondables fluviales couvertes d'eau de pluie sont généralement inondées en été. Dans ces zones inondables, il existe des secteurs élevés appelés restingas, qui restent toujours au-dessus de l'eau, même dans les périodes de plus grandes crues. Il existe de nombreuses lagunes connues localement sous le nom de cochas et tipishcas, entourées de zones marécageuses avec une végétation herbacée abondante.
De nombreuses rivières traversent le territoire de Loreto, qui font toutes partie du système hydrographique amazonien. La plupart sont navigables. Le principal fleuve traversant la région est l'Amazone, l'un des fleuves les plus importants au monde. Ses nombreuses courbes sont toujours changeantes et rendent parfois le trajet difficile.
La rivière Javari va du Pérou au Brésil, la rivière Putumayo fait partie de la frontière avec la Colombie et les rivières Ucayali et Marañón pénètrent dans Loreto après avoir traversé le Pongo de Manseriche, un étroit défilé. La largeur entre les rives de l'Amazone peut atteindre 4 km dans le département et son cours et celui de ses affluents n'y est entravé par aucun pont ou barrage.
Tous ces cours d'eau drainent d'énorme quantité d'alluvions arrachées aux Andes, qui donnent leurs couleurs ocre à brun foncé à leurs eaux.

### Climat

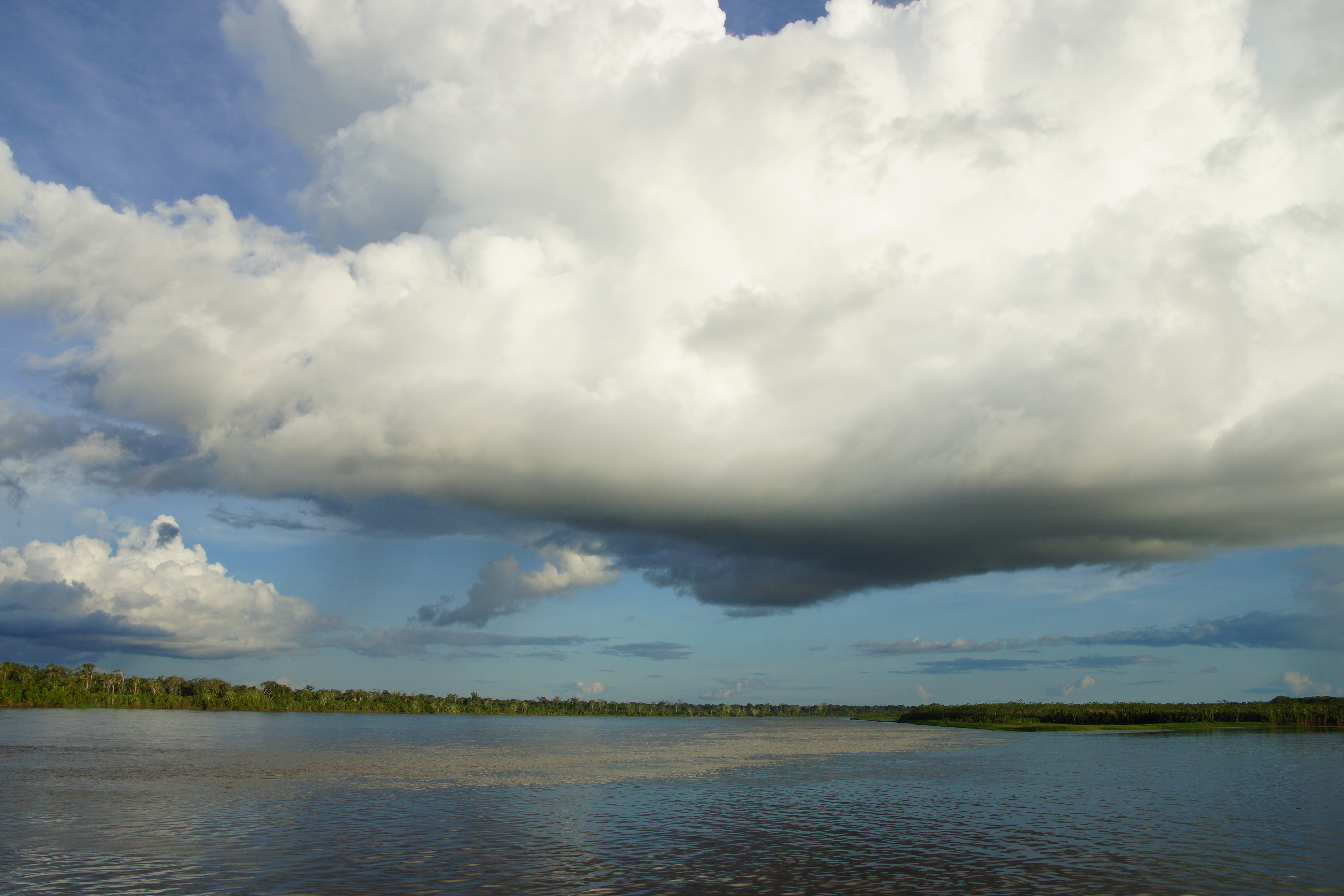
Río Marañón

Selon la classification climatique de Köppen, le Loreto connaît un climat équatorial (Af). Le SENAMHI, l'entité météorologique du Pérou, qualifie le climat de la région de « tropical chaud et humide ». Tout au long de l'année, l'organisme enregistre des températures élevées qui dépassent les 25 °C. La température absolue maximale dépasse 35 °C et la plus basse a été de 11 °C.
La température moyenne annuelle est de 26,9 °C, les maximum et minimum moyens journaliers varient entre 20,9 °C et 32,3 °C. Novembre est le mois le plus chaud.
Les pluies atteignent 2 827 mm/an. La saison des pluies s'étend de décembre à mai. L'indice d'humidité est élevé tout au long de l'année, ainsi que l'évapotranspiration, qui atteint 88 % en moyenne, le mois de mai étant le plus humide avec 89,7 % et le mois d'octobre le moins humide avec 81,9 %.
L'ensoleillement moyen est d'environ environ 4,2 heures/jour.

### Environnement/biodiversité
Le territoire abrite une biodiversité exceptionnelle et des populations autochtones ayant encore très peu de contacts avec la « civilisation », ce qui a justifié la création en 2015 du « Parc national de la Sierra del Divisor » (en 2006), territoire qui pourrait s'inscrire dans la continuité du parc national homologue de l'autre côté de la frontière avec le Brésil (Parc national de la Serra do Divisor) créé en 1989.

#### Faune
La faune de la région de Loreto est variée et on y trouve des espèces telles que de nombreux reptiles; des lacertilia, des boidae comme les anacondas (Eunectes murinus), des tortues, d'innombrables serpents.
Chez les mammifères; le jaguar, le pécari à collier, le tapir du Brésil, différentes espèces de cervidés, le cabiaï (ou capybara), des singes, des paresseux, et chez les mammifères aquatiques, le lamantin et le boto (Inia geoffrensis) un dauphin d'eau douce, etc.
Les oiseaux sont très nombreux comme les psittacidés.
Parmi les espèces menacées d'extinction figurent le jaguar, le lamantin, diverses tortues de rivière, la loutre géante, l'ara rouge, le boto et une espèce de gros poisson d'eau douce l'Arapaima gigas (ou paiche). Ces espèces habitent la réserve nationale de Pacaya-Samiria.

#### Flore
Le Loreto a une flore amazonienne abondante, on y trouve des espèces telles que le nénuphar géant, des centaines d'espèces d'orchidées, de broméliacées, l'aguaje, des palmiers, l'acajou, le Cedrelinga cateniformis, l'hévéa, le cèdre, etc.
Jusqu'à présent la forêt primaire de la région de Loreto a été protégée par l'éloignement des réseaux routiers, mais en 2014, les compagnies d'exploitation d'huile de palme, Cacao del Perú Norte, Plantaciones Ucayali SAC, Palmas del Shanusi et Biodiesel Ucayal ont entrepris la déforestation (légale et illégale) de 150 000 hectares dans les départements de Loreto et de Ucayali ainsi que la création de routes et de pistes forestières.

### Divisions administratives

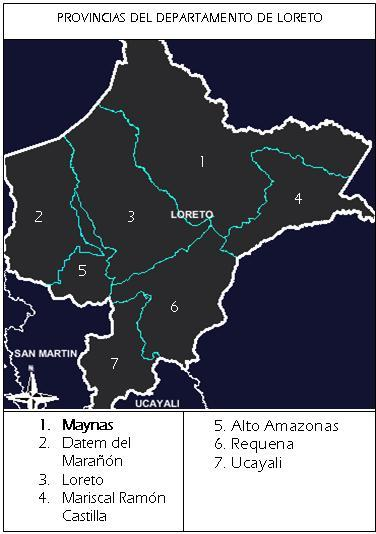
Provinces du département de Loreto.

Drapeau du département.

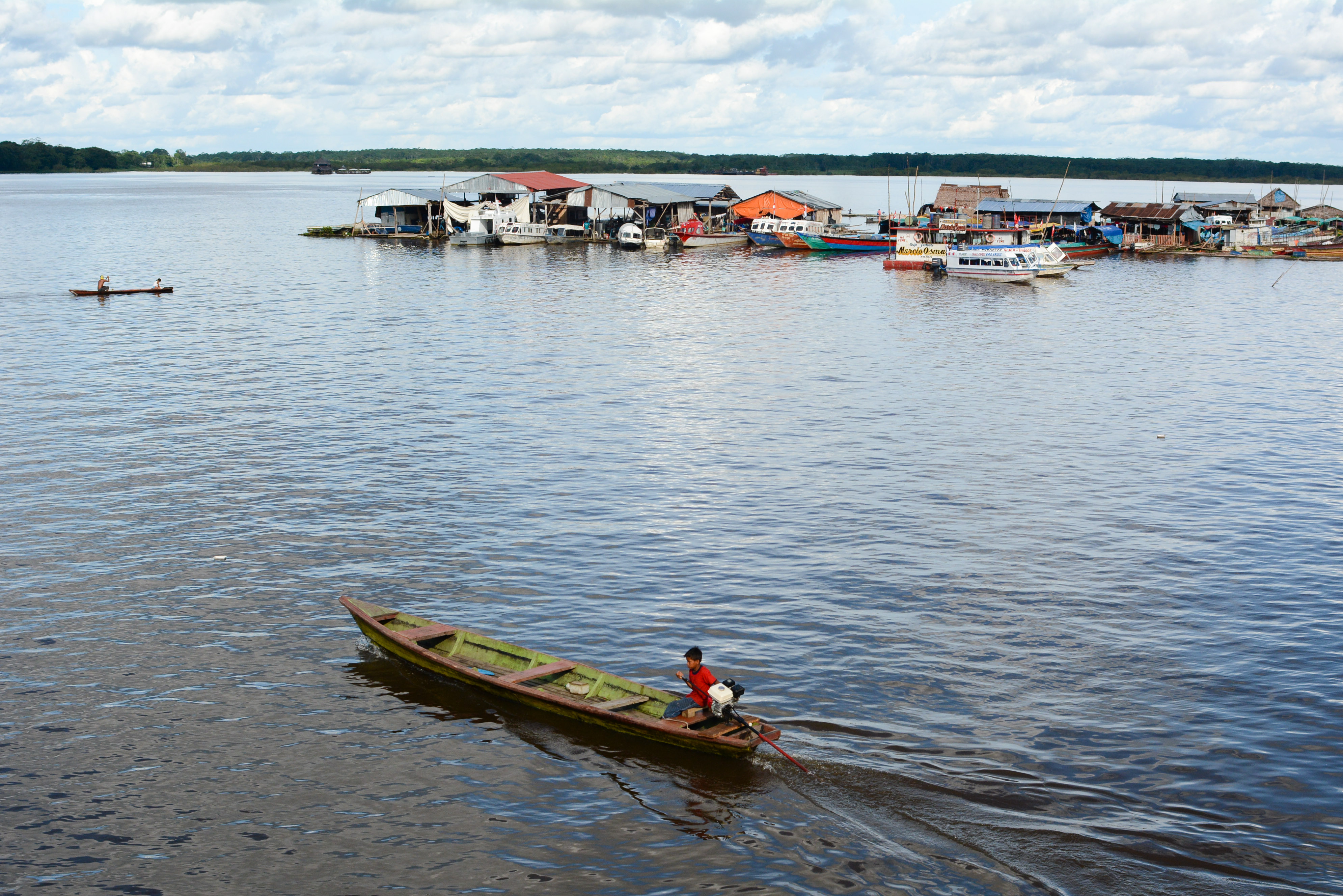
Village flottant sur l'Amazone près d'Iquitos, province de Maynas.

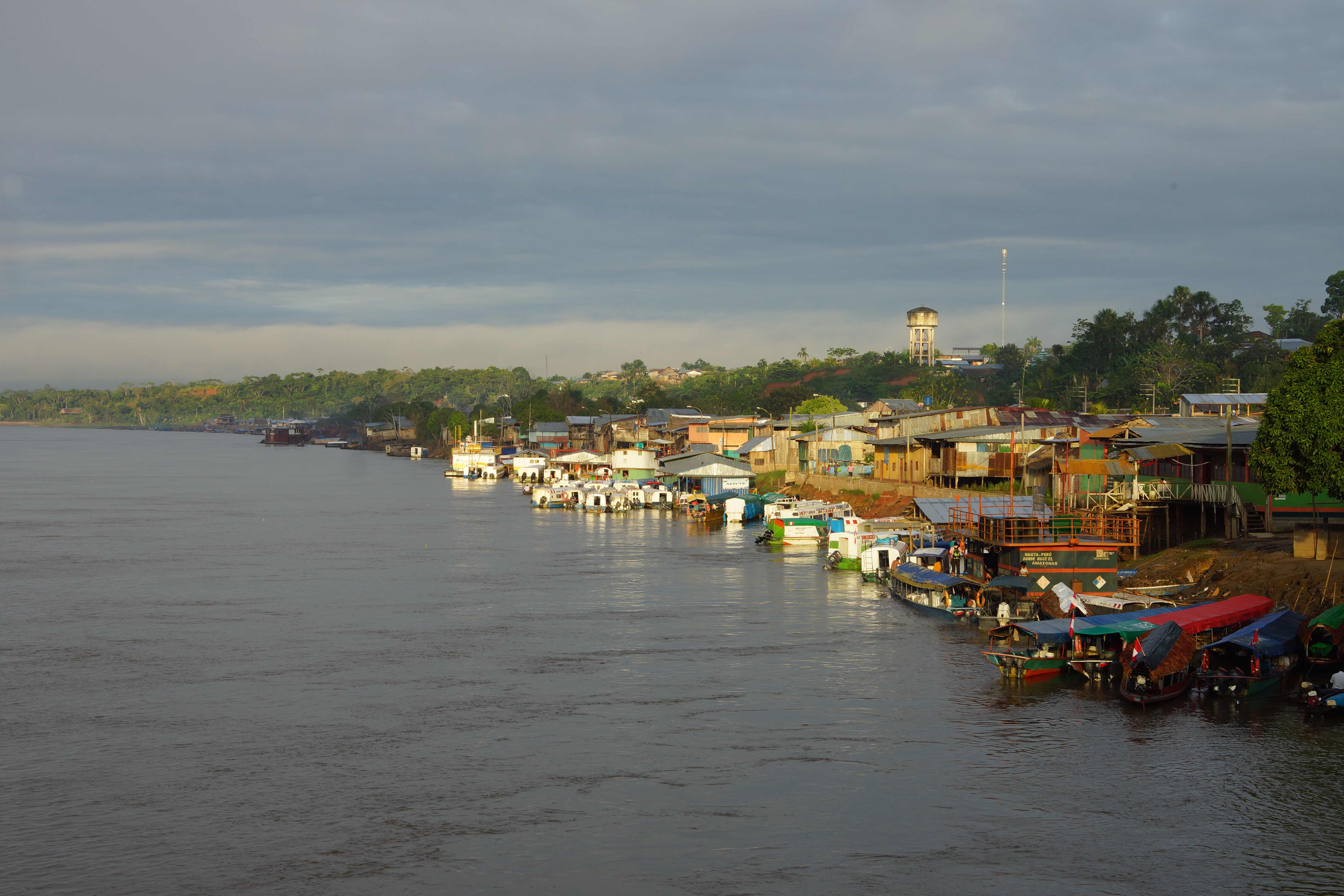
Nauta, capitale de la province de Loreto.

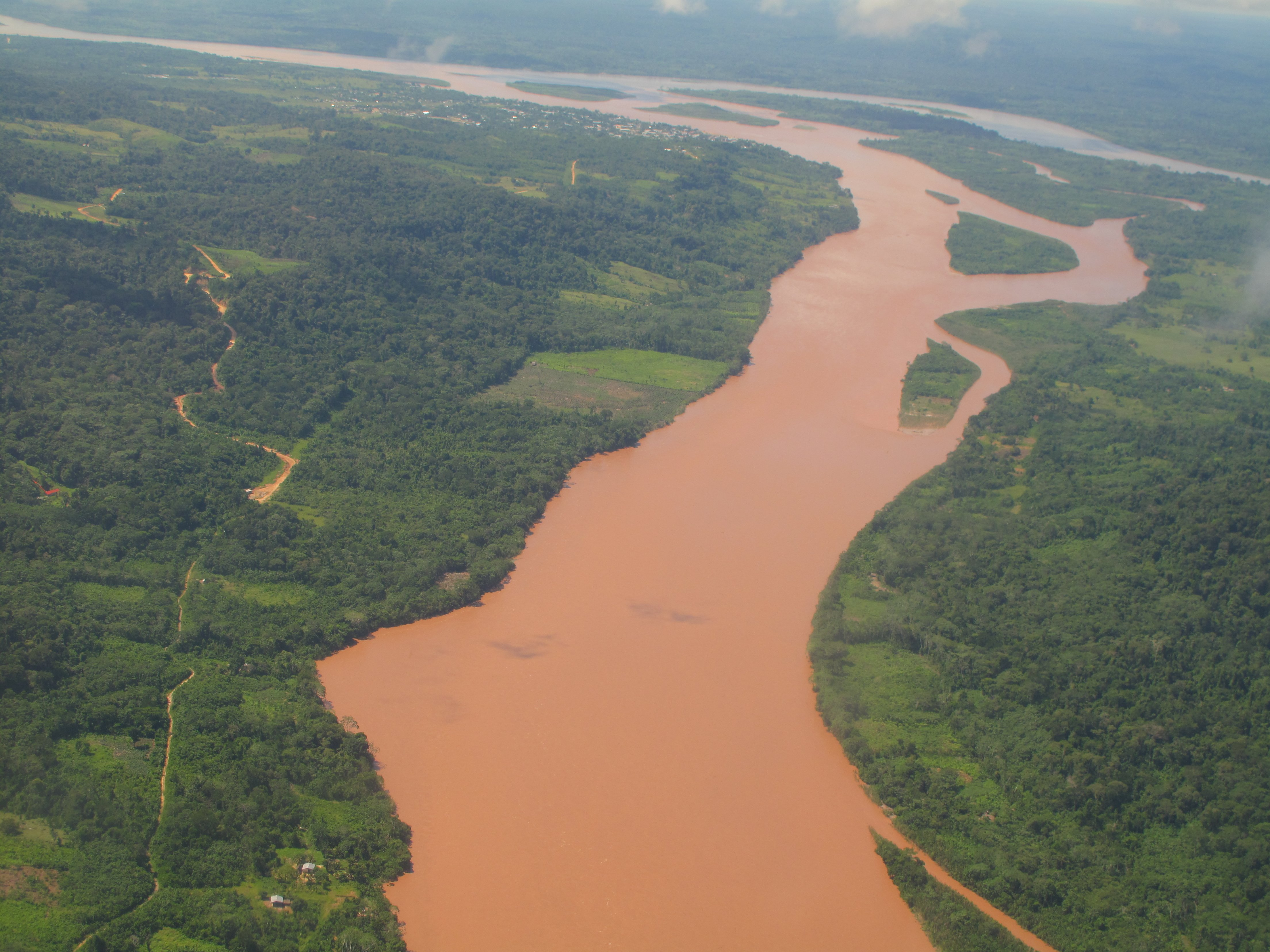
La ville d'Atalaya au confluent du Tambo et l'Urubamba où ils forment l'Ucayali, dans la province d'Ucayali.

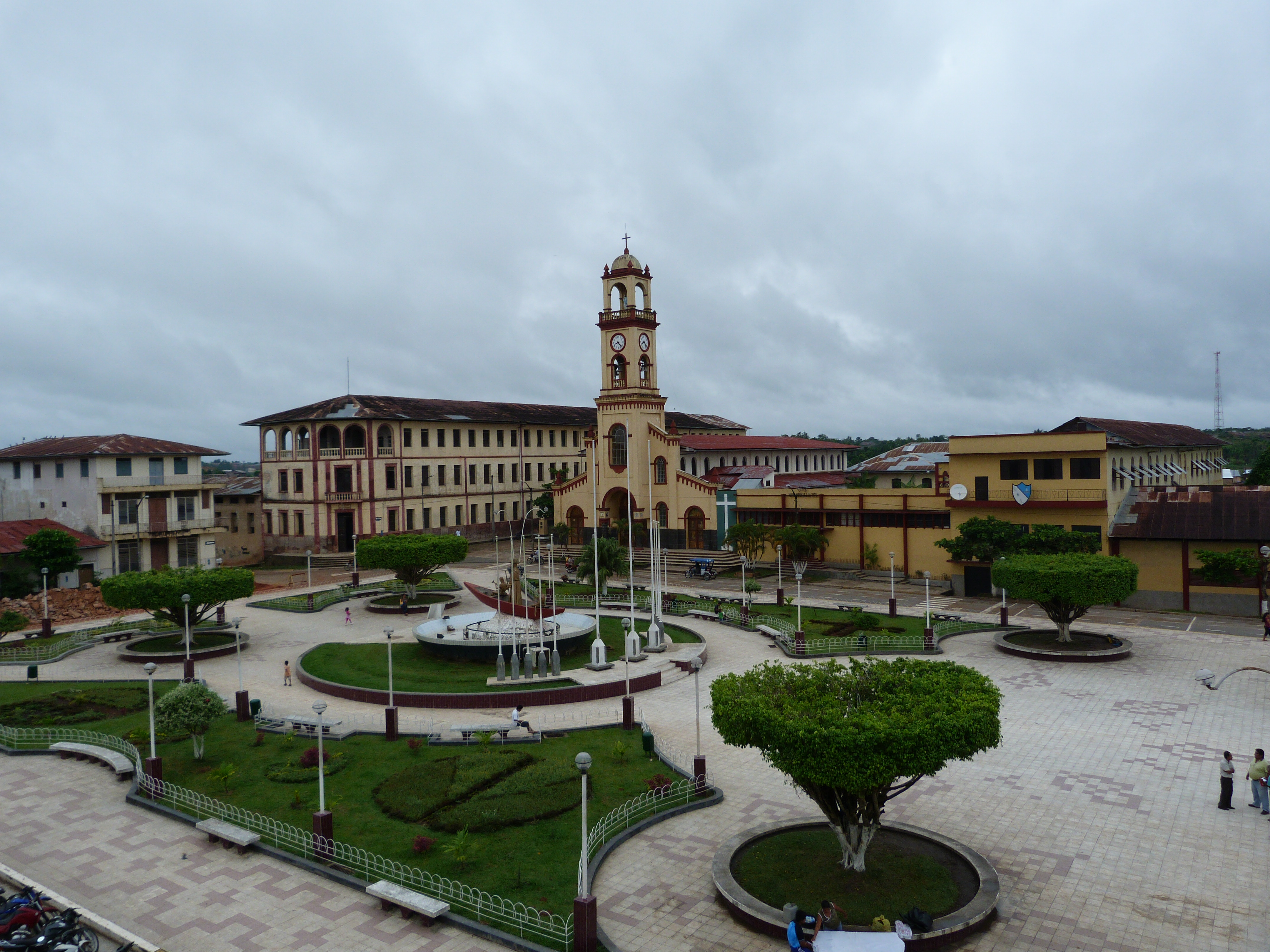
Place d'armes de Requena, province de Requena.

Le département de Loreto est divisé en 8 provinces elles-mêmes subdivisées en 53 districts.
| Organisation territoriale de Amazonas | Organisation territoriale de Amazonas | Organisation territoriale de Amazonas | Organisation territoriale de Amazonas | Organisation territoriale de Amazonas | Organisation territoriale de Amazonas | Organisation territoriale de Amazonas |
| Province                              | Capitale                              | Superficie (km²)                      | Population (2016)                     | Création                              | Altitude (m)                          | District                              |
| ------------------------------------- | ------------------------------------- | ------------------------------------- | ------------------------------------- | ------------------------------------- | ------------------------------------- | ------------------------------------- |
| Province d'Alto Amazonas              | Yurimaguas                            | 18 764,32                             | 104 667                               | 7 février 1866                        | 148                                   | 1 - Balsa Puerto                      |
| Province d'Alto Amazonas              | Yurimaguas                            | 18 764,32                             | 104 667                               | 7 février 1866                        | 148                                   | 2 - Jeberos                           |
| Province d'Alto Amazonas              | Yurimaguas                            | 18 764,32                             | 104 667                               | 7 février 1866                        | 148                                   | 3 - Lagunas                           |
| Province d'Alto Amazonas              | Yurimaguas                            | 18 764,32                             | 104 667                               | 7 février 1866                        | 148                                   | 4 - Santa Cruz                        |
| Province d'Alto Amazonas              | Yurimaguas                            | 18 764,32                             | 104 667                               | 7 février 1866                        | 148                                   | 5 - Teniente Cesar Lopez Rojas        |
| Province d'Alto Amazonas              | Yurimaguas                            | 18 764,32                             | 104 667                               | 7 février 1866                        | 148                                   | 6 - Yurimaguas                        |
| Province de Datem del Marañón         | San Lorenzo (es)                      | 46 619,9                              | 49 571                                | 2 août 2005                           | 133                                   | 1 - Andoas                            |
| Province de Datem del Marañón         | San Lorenzo (es)                      | 46 619,9                              | 49 571                                | 2 août 2005                           | 133                                   | 2 - Barranca                          |
| Province de Datem del Marañón         | San Lorenzo (es)                      | 46 619,9                              | 49 571                                | 2 août 2005                           | 133                                   | 3 - Cahuapanas                        |
| Province de Datem del Marañón         | San Lorenzo (es)                      | 46 619,9                              | 49 571                                | 2 août 2005                           | 133                                   | 4 - Manseriche                        |
| Province de Datem del Marañón         | San Lorenzo (es)                      | 46 619,9                              | 49 571                                | 2 août 2005                           | 133                                   | 5 - Morona                            |
| Province de Datem del Marañón         | San Lorenzo (es)                      | 46 619,9                              | 49 571                                | 2 août 2005                           | 133                                   | 6 - Pastaza                           |
| Province de Loreto                    | Nauta (es)                            | 67 434,12                             | 62 165                                | 1942                                  | 98                                    | 1 - Nauta                             |
| Province de Loreto                    | Nauta (es)                            | 67 434,12                             | 62 165                                | 1942                                  | 98                                    | 2 - Parinari                          |
| Province de Loreto                    | Nauta (es)                            | 67 434,12                             | 62 165                                | 1942                                  | 98                                    | 3 - Tigre                             |
| Province de Loreto                    | Nauta (es)                            | 67 434,12                             | 62 165                                | 1942                                  | 98                                    | 4 - Trompeteros                       |
| Province de Loreto                    | Nauta (es)                            | 67 434,12                             | 62 165                                | 1942                                  | 98                                    | 5 - Uraninas                          |
| Province de Mariscal Ramón Castilla   | Caballococha (es)                     | 37 413                                | 49 072                                | 18 octobre 1979                       | 74                                    | 1 - Pebas                             |
| Province de Mariscal Ramón Castilla   | Caballococha (es)                     | 37 413                                | 49 072                                | 18 octobre 1979                       | 74                                    | 2 - Ramón Castilla                    |
| Province de Mariscal Ramón Castilla   | Caballococha (es)                     | 37 413                                | 49 072                                | 18 octobre 1979                       | 74                                    | 3 - San Pablo                         |
| Province de Mariscal Ramón Castilla   | Caballococha (es)                     | 37 413                                | 49 072                                | 18 octobre 1979                       | 74                                    | 4 - Yavari                            |
| Province de Maynas                    | Iquitos                               | 119 859                               | 479 866                               | 21 novembre 1832                      | 91                                    | 1 - Iquitos                           |
| Province de Maynas                    | Iquitos                               | 119 859                               | 479 866                               | 21 novembre 1832                      | 91                                    | 2 - Alto Nanay                        |
| Province de Maynas                    | Iquitos                               | 119 859                               | 479 866                               | 21 novembre 1832                      | 91                                    | 3 - Fernando Lores                    |
| Province de Maynas                    | Iquitos                               | 119 859                               | 479 866                               | 21 novembre 1832                      | 91                                    | 4 - Indiana                           |
| Province de Maynas                    | Iquitos                               | 119 859                               | 479 866                               | 21 novembre 1832                      | 91                                    | 5 - Las Amazonas                      |
| Province de Maynas                    | Iquitos                               | 119 859                               | 479 866                               | 21 novembre 1832                      | 91                                    | 6 - Mazán                             |
| Province de Maynas                    | Iquitos                               | 119 859                               | 479 866                               | 21 novembre 1832                      | 91                                    | 7 - Napo                              |
| Province de Maynas                    | Iquitos                               | 119 859                               | 479 866                               | 21 novembre 1832                      | 91                                    | 8 - Punchana                          |
| Province de Maynas                    | Iquitos                               | 119 859                               | 479 866                               | 21 novembre 1832                      | 91                                    | 9 - Torres Causana                    |
| Province de Maynas                    | Iquitos                               | 119 859                               | 479 866                               | 21 novembre 1832                      | 91                                    | 10 - Belén                            |
| Province de Maynas                    | Iquitos                               | 119 859                               | 479 866                               | 21 novembre 1832                      | 91                                    | 11 - San Juan Bautista                |
| Province de Putumayo                  | San Antonio del Estrecho              | 45 927,89                             | 7 780                                 | 5 mai 2014                            | -                                     | 1 - Putumayo                          |
| Province de Putumayo                  | San Antonio del Estrecho              | 45 927,89                             | 7 780                                 | 5 mai 2014                            | -                                     | 2 - Rosa Panduro                      |
| Province de Putumayo                  | San Antonio del Estrecho              | 45 927,89                             | 7 780                                 | 5 mai 2014                            | -                                     | 3 - Yaguas                            |
| Province de Putumayo                  | San Antonio del Estrecho              | 45 927,89                             | 7 780                                 | 5 mai 2014                            | -                                     | 4 - Teniente Manuel Clavero           |
| Province de Requena                   | Requena (es)                          | 49 477,8                              | 65 692                                | 2 juillet 1943                        | 95                                    | 1 - Alto Tapiche                      |
| Province de Requena                   | Requena (es)                          | 49 477,8                              | 65 692                                | 2 juillet 1943                        | 95                                    | 2 - Capelo                            |
| Province de Requena                   | Requena (es)                          | 49 477,8                              | 65 692                                | 2 juillet 1943                        | 95                                    | 3 - Emilio San Martín                 |
| Province de Requena                   | Requena (es)                          | 49 477,8                              | 65 692                                | 2 juillet 1943                        | 95                                    | 4 - Jenaro Herrera                    |
| Province de Requena                   | Requena (es)                          | 49 477,8                              | 65 692                                | 2 juillet 1943                        | 95                                    | 5 - Maquía                            |
| Province de Requena                   | Requena (es)                          | 49 477,8                              | 65 692                                | 2 juillet 1943                        | 95                                    | 6 - Puinahua                          |
| Province de Requena                   | Requena (es)                          | 49 477,8                              | 65 692                                | 2 juillet 1943                        | 95                                    | 7 - Requena                           |
| Province de Requena                   | Requena (es)                          | 49 477,8                              | 65 692                                | 2 juillet 1943                        | 95                                    | 8 - Sapuena                           |
| Province de Requena                   | Requena (es)                          | 49 477,8                              | 65 692                                | 2 juillet 1943                        | 95                                    | 9 - Soplin                            |
| Province de Requena                   | Requena (es)                          | 49 477,8                              | 65 692                                | 2 juillet 1943                        | 95                                    | 10 - Tapiche                          |
| Province de Requena                   | Requena (es)                          | 49 477,8                              | 65 692                                | 2 juillet 1943                        | 95                                    | 11 - Yaquerana                        |
| Province d'Ucayali                    | Contamana                             | 29 293,47                             | 54 637                                | 13 octobre 1900                       | 134                                   | 1 - Contamana                         |
| Province d'Ucayali                    | Contamana                             | 29 293,47                             | 54 637                                | 13 octobre 1900                       | 134                                   | 2 - Inahuaya                          |
| Province d'Ucayali                    | Contamana                             | 29 293,47                             | 54 637                                | 13 octobre 1900                       | 134                                   | 3 - Padre Márquez                     |
| Province d'Ucayali                    | Contamana                             | 29 293,47                             | 54 637                                | 13 octobre 1900                       | 134                                   | 4 - Pampa Hermosa                     |
| Province d'Ucayali                    | Contamana                             | 29 293,47                             | 54 637                                | 13 octobre 1900                       | 134                                   | 5 - Sarayacu                          |
| Province d'Ucayali                    | Contamana                             | 29 293,47                             | 54 637                                | 13 octobre 1900                       | 134                                   | 6 - Vargas Guerra                     |
|                                       | Total                                 |                                       |                                       |                                       |                                       | 53                                    |

### Autorités départementales
Gouverneur régional : Elisbán Ochoa Sosa, de la Restauration nationale.
Vice-gouverneur régional : Andrés Isac Ferreira Macedo, de la Restauration nationale.
Conseillers :
- Province de Maynas :
  - Janet Reátegui Rivadeneyra (Restauration nationale)
  - Luis Honorato Pita Díaz (Mouvement Espoir Région Amazonienne)
  - Ofelia Chávez Bardales (Restauration nationale)
- Province d'Alto Amazonas :
  - Alan Bernard Rodríguez Fasanando (Restauration nationale)
  - Francisco Javier López Robles (Mouvement Espoir Région Amazonienne)
- Province de Loreto :
  - Carlos Sandi Maynas (Restauration nationale)
  - George Antonhy López Torres (Mouvement Espoir Région Amazonienne)
- Province Mariscal Ramón Castilla :
  - Jesús Jambo Tirado (FIA Front Populaire Agricole du Pérou - FREPAP)
  - José Alberto Trujillo Paira (Restauration nationale)
- Province de Requena :
  - Javier Villacorta Nacimento (Restauration nationale)
  - Pedro Raúl Pacaya Tamani (Mouvement d'intégration Loretana)
- Province d'Ucayali :
  - Carmen Gisela Panduro Valles (Mouvement Espoir Région Amazonienne)
  - César Humberto Urquía Ramírez (Restauration nationale)
- Province de Datem del Marañon :
  - José Alfredo Valera Flores (Restauration nationale)
  - Mamerto Maicua Pérez (Union pour le Pérou)
- Province de Putumayo : 
  - Josué Iracude Calderón (Mouvement de l'espoir de la région amazonienne)

## Démographie

### Population
|   | Ville       | Population |
| - | ----------- | ---------- |
| 1 | Iquitos     | 406 340    |
| 2 | Yurimaguas  | 64 000     |
| 3 | Requena     | 16 195     |
| 4 | Contamana   | 9 859      |
| 5 | Tamshiyacu  | 8 000      |
| 6 | San Lorenzo | 6 034      |

Le territoire de Loreto compte plus d'un million d'habitants en 2021. Initialement il a été peuplé par des vagues successives de groupes indigènes errants. Pendant la période vice-royal, peu de missions ont réussi à implanter des populations permanentes.
À la fin du XIXe siècle, la « fièvre du caoutchouc » a produit des fortunes soudaines entre les mains des entrepreneurs du caoutchouc et l'esclavage forcé de milliers d'indigènes.
Pendant cette période, les rivières de la jungle ont été explorées et la ville d'Iquitos a été consolidée. Elle devient capitale départementale lors de la division du département de San Martín en 1897.
L'Institut national de la statistique et de l'informatique (INEI) estime que la population de Loreto était de 1 039 372 habitants en 2015, soit une augmentation de 5,6 % depuis les élections générales de 2011 au Pérou.

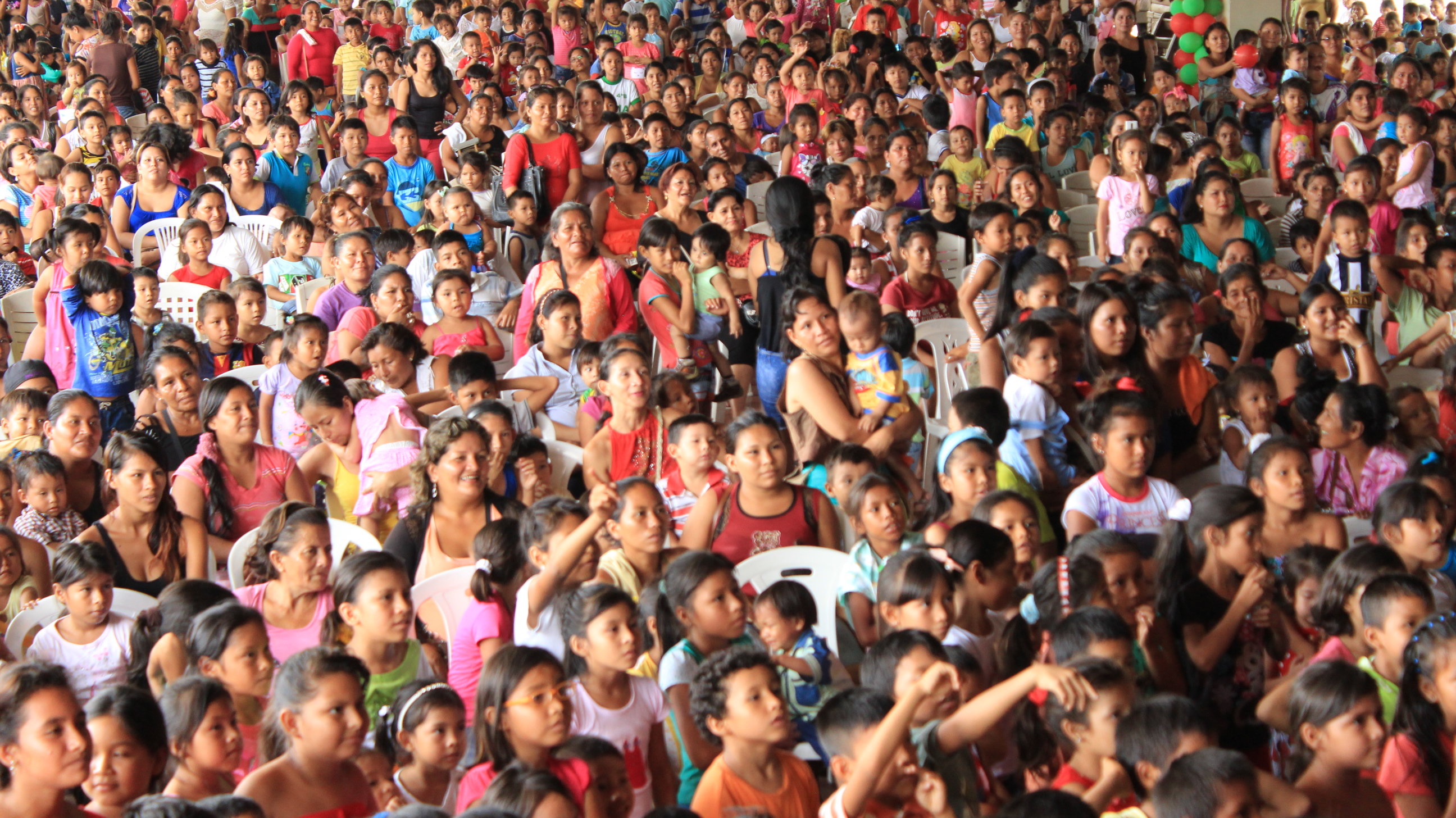
Habitants d'Iquitos, 5e des villes les plus peuplées du Pérou.

Elle est en 2021 de 1 049 364 habitants. Il y a eu une grande croissance annuelle dans la période 1993-2007 plus lente ensuite, en raison de la baisse des niveaux de fécondité. À partir des années 2000, le taux d'accroissement de la population diminue régulièrement passant de 1,8 à 1 %.
Le département de Loreto a une grande hétérogénéité dans l'expansion de sa population, très dispersée sur un immense territoire ou très concentrée selon l'occupation territoriale.
Le Loreto a toujours été caractérisé par un processus de croissance démographique assez irrégulier, le plus grand nombre d'habitants est concentré dans les zones urbaines, en particulier la ville la plus peuplée de la région, Iquitos.
En revanche, les zones urbaines ont une croissance démographique plus rapide que les zones rurales.
| Évolution de la population de 2000 à 2015. Source : INEI. |

Le processus d'urbanisation d'une population et l'élévation du niveau d'éducation sont généralement défavorables à un taux de fécondité élevé : les femmes décident de ne plus avoir d'enfants en fonction de leur champ d'information sur la fécondité et de leurs objectifs personnels.
En revanche, le nombre moyen d'enfants décédés est de « 25 enfants décédés pour 100 femmes de 12 ans et plus ». Ce taux de mortalité a diminué par rapport au recensement de 1993.
Selon les résultats du recensement péruvien de 2007, 93,1 % de Loreto vivent dans le lieu où ils sont nés, et 6,9 % sont nés dans un autre lieu. La population non indigène a augmenté contrairement au recensement péruvien de 1993.
Immigration : 60 % de la population qui migre vers Loreto est originaire des départements voisins, celui de San Martín étant la principale source de migration avec 32,6 %. Les autres départements ayant des contributions migratoires significatives sont celui de Lima qui fournit 15,2 %, Cajamarca (6,8 %), Amazonas (4,9 %) et Piura (3,4 %).
Émigration : Pendant ce temps, l'émigration est dirigée de préférence vers la région de Lima, avec un total de 139 280 émigrants. À l'international, 13 779 ménages comptent au moins une personne vivant à l'étranger de façon permanente. La province de Maynas a le taux le plus élevé de ménages ayant un parent à l'étranger.

### Idiomes
Le département de Loreto est une région hautement multilingue. On parle espagnol (la langue dominante), le Quechua, l'Achuar, l'Aguaruna, l'Andoa, l'Anglais, le Bora (es), le Capanahua, le Candoshi, le Chayahuita, le cocama (es), le Huambisa, le Uitoto, l'Iquito, le Jebero, le Maijuna (ou Orejón), le Mayoruna (ou Matses), le Muniche, l'Ocaina , le Séquoia, le Shipibo, le Taushiro, le Ticuna, l'Urarina, le Yagua, le Yine (pyro), le Zápara, etc..

Cinq familles de ces langues sont endémiques (Cahuapana, Uitoto, Peba-Yagua, Tucano et Zápara), mais de nombreuses autres variétés linguistiques ont récemment disparu, comme la Muniche. 

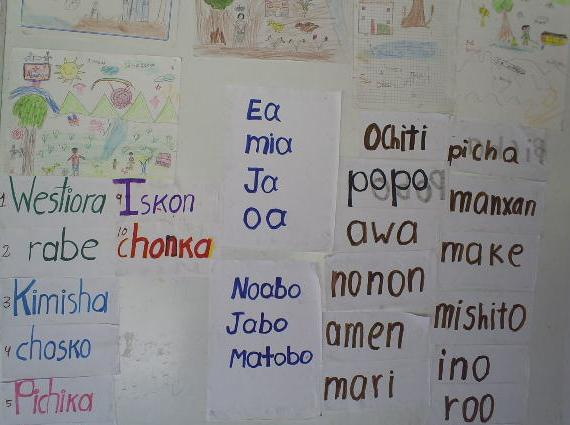
Textes en langue Shipibo dans une école maternelle du département.

 Il existe un nombre extraordinaire de familles linguistiques enregistrées et il y en a encore, récemment découvertes, qui sont contestées. Les locuteurs de l'espagnol (92,6 %) l'ont appris dans leur enfance, alors que 6,4 % des Loretenos parle seulement une langue amazonienne native et 0,7 % uniquement le quechua.
En revanche, dans les zones urbaines, le pourcentage d'apprentissage — en plus de l'espagnol — d'une langue native amazonienne a augmenté considérablement de 172,9 % et que l'apprentissage du quechua a diminué à 16,5 %.
En milieu rural, à l'instar de l'urbain, les langues indigènes amazoniennes ont un rôle prépondérant de 130,4 % par rapport au quechua et à l'aymara. Cela se reflète dans la revalorisation et les mouvements culturels qui tentent de sauver les langues indigènes amazoniennes depuis ces dernières années.
Malheureusement, l'analphabétisme touche principalement les populations rurales de langue maternelle amazonienne, qui tentent ainsi d'apprendre une autre langue que la leur. La province de Datem del Marañón a le taux d'analphabétisme le plus élevé avec 7,9 %, tandis que celle de Maynas a le taux le plus bas avec 2,5 %.
Selon le recensement du Pérou de 2007, la langue maternelle de la plupart des résidents était l'espagnol. Le tableau suivant montre la langue maternelle des habitants de la région de Loreto par province :
| Province          | Quechua | Aymara | Ashaninka | Autres langues natives | Espagnol | Langues étrangères | Sourd ou muet | Total   |
| Alto Amazonas     | 367     | 16     | 15        | 12 811                 | 81 928   | 7                  | 146           | 95 290  |
| Datem del Marañón | 1 736   | 13     | 8         | 20 014                 | 22 329   | 1                  | 43            | 44 144  |
| Loreto            | 548     | 9      | 8         | 4 618                  | 50 795   | 1                  | 79            | 56 058  |
| M. Ramón Castilla | 497     | 30     | 13        | 4 411                  | 44 083   | 38                 | 44            | 49 116  |
| Maynas            | 2 612   | 140    | 80        | 4 466                  | 446 809  | 266                | 427           | 454 800 |
| Requena           | 29      | 6      | 16        | 1 449                  | 57 561   | -                  | 64            | 59 125  |
| Ucayali           | 101     | 15     | 24        | 5 748                  | 49 835   | 5                  | 55            | 55 783  |
| Total             | 5 890   | 229    | 164       | 53 517                 | 753 340  | 318                | 858           | 814 316 |
| %                 | 0,72    | 0,02   | 0,03      | 6,57                   | 92,51    | 0,04               | 0,11          | 100,00  |

## Économie

### Agriculture
Le département de Loreto a une puissance économique importante. Sur ses presque 36,9 millions d'hectares plus de 26 millions sont destinés à la production agricole et forestière, orientées vers l'autoconsommation locale et l'approvisionnement interne régional.
La production agricole de chaque province est relativement variée et complémentaire. La province de Maynas produit des haricots, du manioc, des bananes, des citrons, citrons verts et des oranges ; la province d'Alto Amazonas produit du maïs et du riz ; la province de Requena produit des haricots, des bananes et du manioc ; les provinces de Loreto et d'Ucayali produisent des bananes et des haricots ; et la province de Mariscal Ramón Castilla du riz. La production de riz, de manioc et de maïs a connu une croissance plus importante ces dernières années.

Production agricole de la région de Loreto.
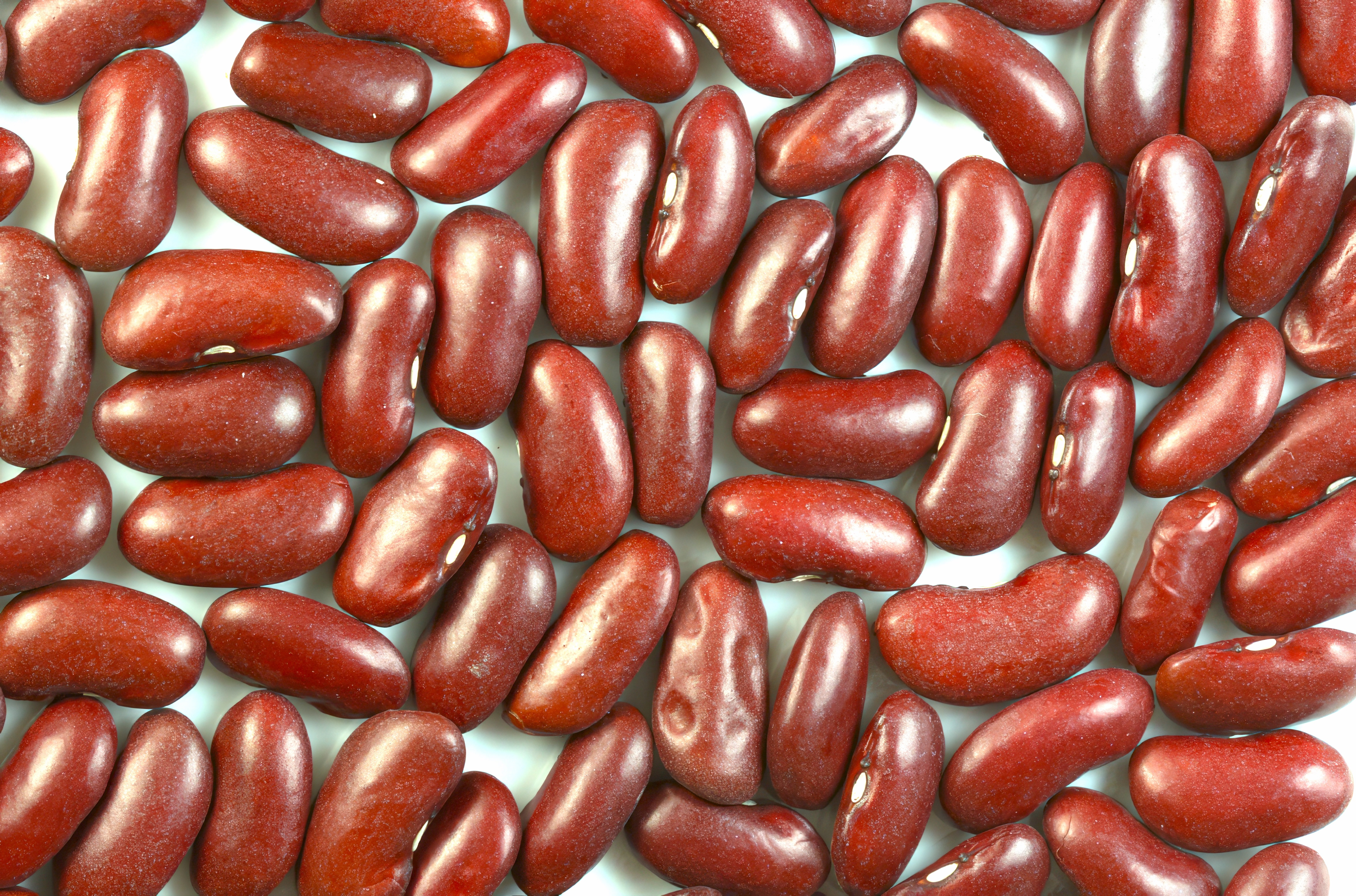
Haricots (Phaseolus vulgaris)
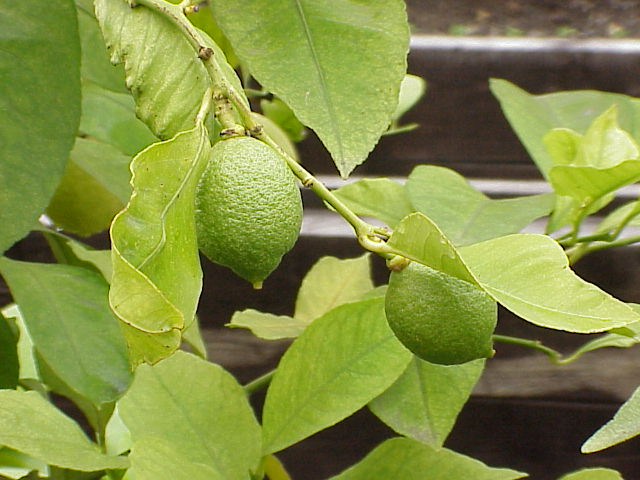
Citrons verts (Citrus aurantiifolia).
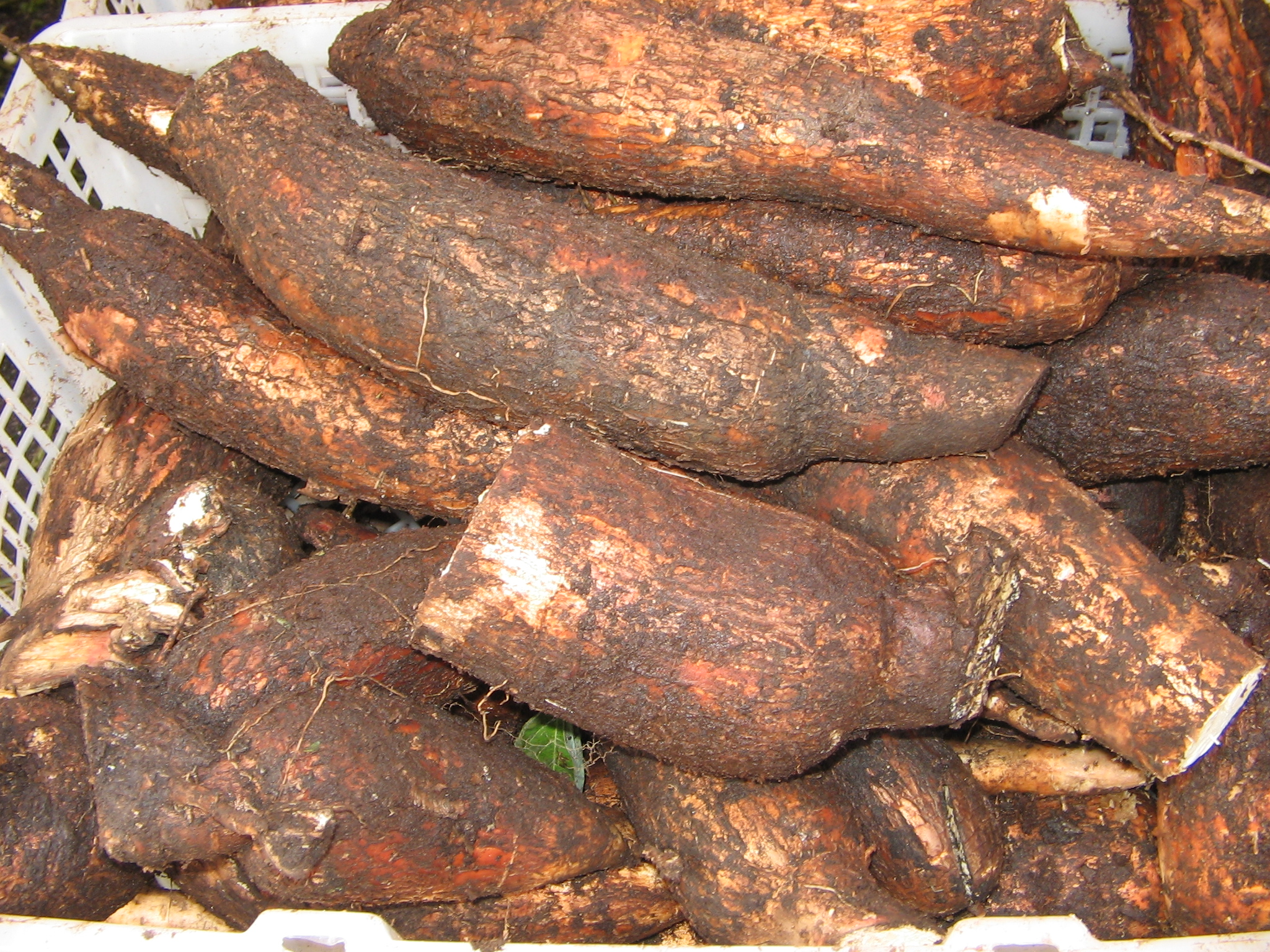
Racines de manioc (Manihot esculenta) appelée localement Yuca.

### Pêche
La pêche constitue une production précieuse du département qui dispose de toutes les ressources hydrologiques possibles dans ses innombrables cours d'eau, courante ou stagnante. Le mode de pêche est  surtout artisanal pour l'approvisionnement et la commercialisation. Les rivières de Loreto contiennent environ 700 espèces de poissons, mais les plus commerciales sont le paiche (Arapaima giga), le sábalo (Prochilodus lineatus), le boquichico (Prochilodus nigricans), les sardines, le gamitana (Colossoma macropomum), le "paco" (Piaractus brachypomus), des Ciclidae (Cichla ocellaris), des Sciaenidae (Plagioscion squamosissimus), des Serrasalmidae (Mylossoma duriventre), des Anostomidae (Schizodon fasciatus), des Pimelodidae (Pseudoplatystoma fasciatum), des dorades, des poissons-chats (Pseudorinelepis genibarbis), des Curimatidae (Psectrogaster amazonica) et autres Hypophthalmus marginatus (es), Potamorhina latior (es), …

Quelques exemples de la production halieutique de Loreto.
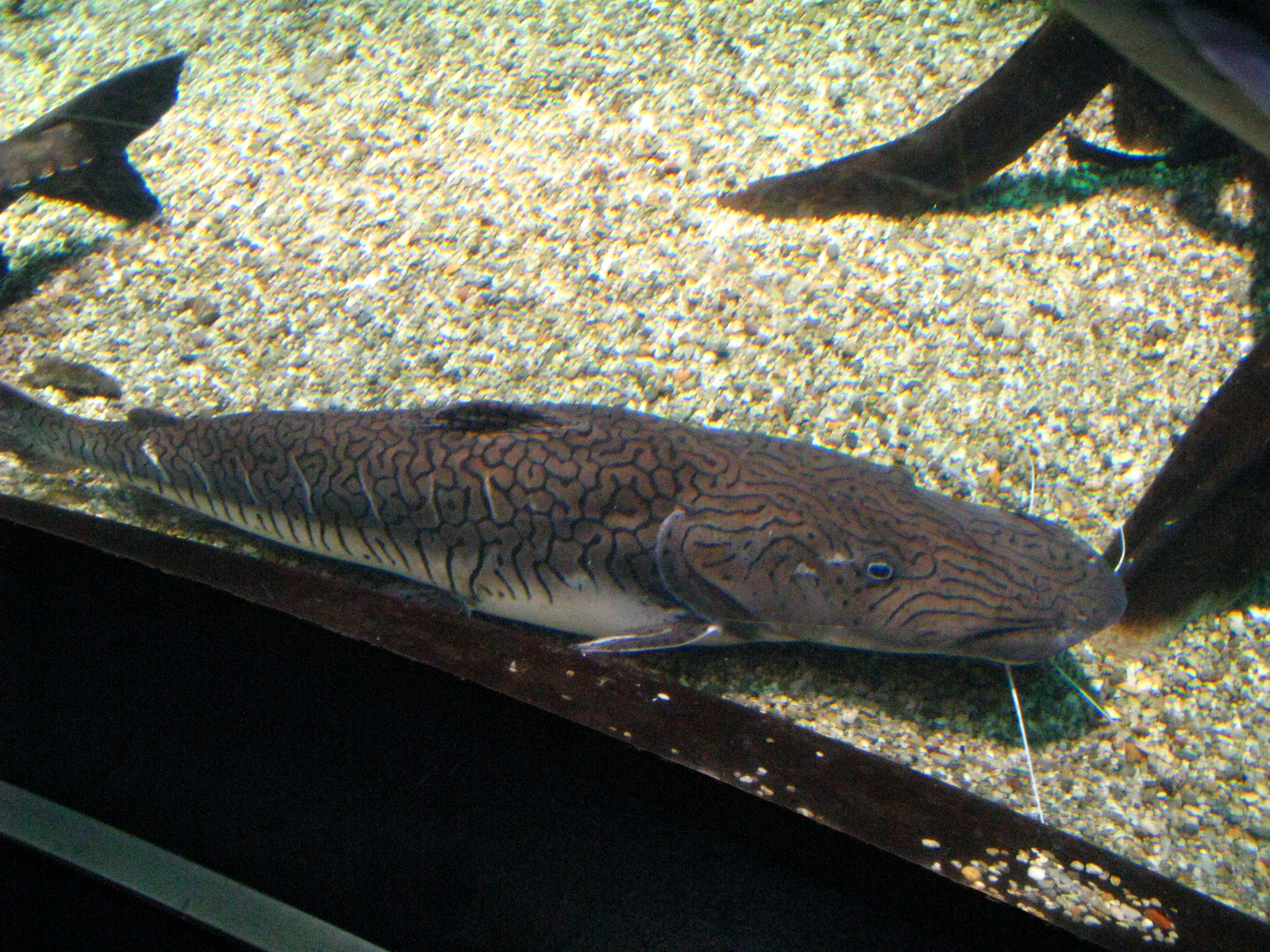
Pseudoplatystoma fasciatum
Colossoma macropomum
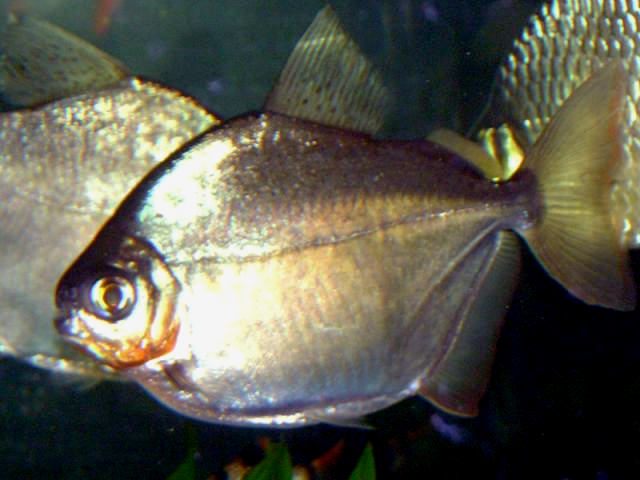
Mylossoma duriventre
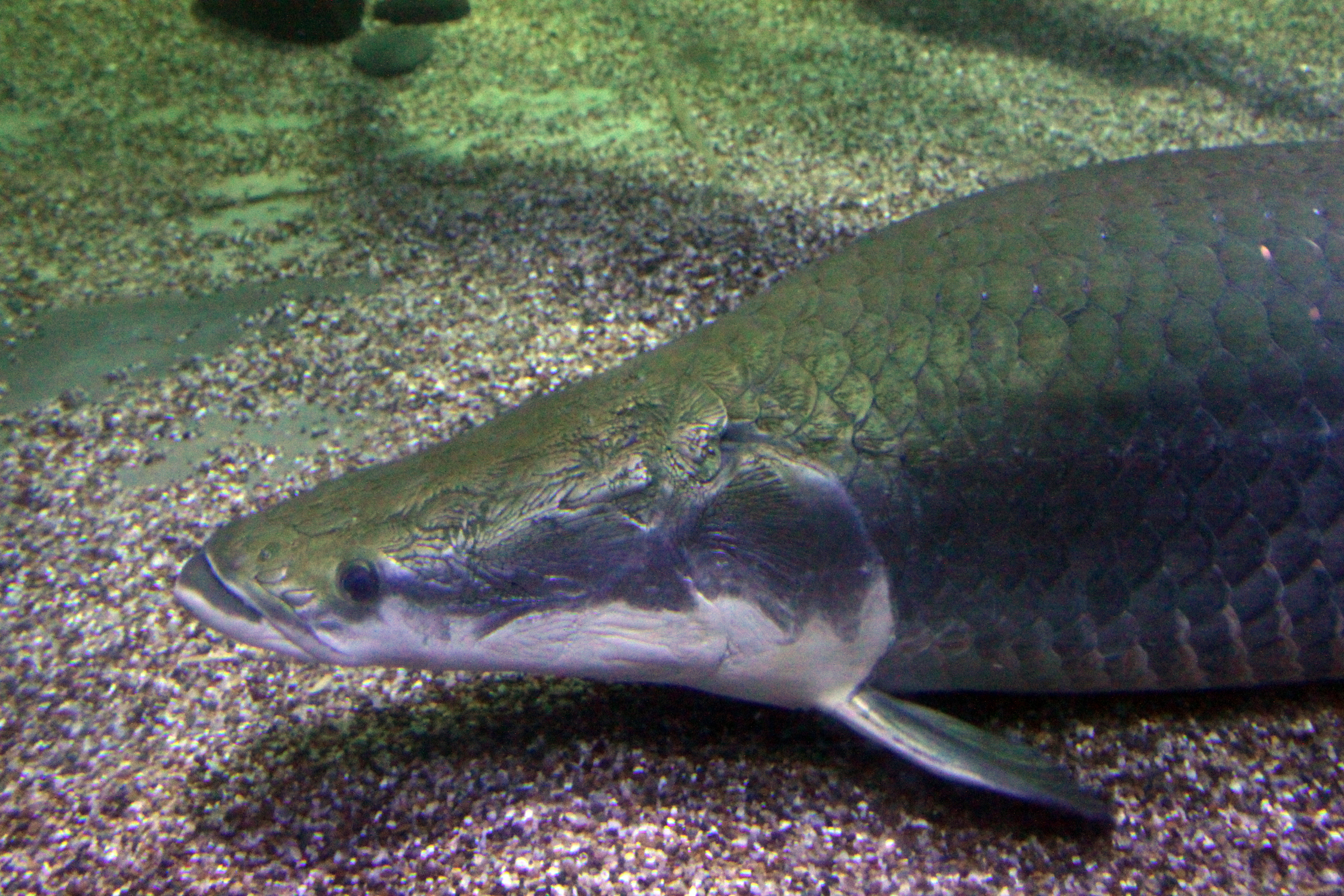
Arapaima gigas

### Élevage
Au contraire de la pêche, le secteur de l'élevage souffre de la faible qualité des pâturages et autres ressources alimentaires du bétail qui nécessite un financement élevé pour créer les moyens optimaux de maintenir un bétail en bon état. Malgré ces limitations, la production de viande a augmenté.
La production de viande porcine, bovine, ovine et de buffle est dynamique, mais elle doit faire face au changement climatique, le symptôme le plus notoire étant la déshydratation due aux températures élevées qui diminue la production de lait.

### Transports

#### Ports fluviaux
Les principaux ports sont ceux d'Iquitos sur l'Amazone dans la province de Maynas, de Yurimaguas sur le río Huallaga dans la province d'Alto Amazonas et de Saramiriza dans la province de Datem del Marañón sur le río Marañón.

#### Aéroports
- Aéroport international Coronel FAP Francisco Secada Vignetta, à Iquitos (Maynas).
- Aéroport international Gran Mariscal Ramón Castilla y Marquesado, à Caballococha (Mariscal Ramón Castilla).
- Aéroport national Moisés Benzaquen Rengifo, à Yurimaguas (Alto Amazonas).
- Aéroport national d'Alf. FAP Alfredo Vladimir Sara Bauer, à Andoas (Datem del Marañón).

Il y en a aussi à Güepí, Iberia, Requena, Contamana, Intuto, Colonia Angamos et San Antonio del Estrecho.

#### Réseau routier
Le réseau routier est minuscule par rapport à l'étendue du territoire avec 390 km au total, dont 105 km sont bitumés. Les kilomètres restant sont des pistes carrossables ou des chemins piétonniers.

### Tourisme
Des agences de tourisme, dont certaines sont gérées par des associations humanitaires, proposent des croisières sur les fleuves au départ d'Iquitos. Elles permettent de découvrir les populations amérindiennes autochtones et la forêt amazonienne.

## Patrimoine naturel et culturel

### Festivités
Des festivités célèbrent la fondation d'Iquitos pendant toute la 1re semaine de janvier, puis pendant la 3e semaine de février, c'est le carnaval.
Le 24 juin, pour la Saint Jean (San Juan), les habitants se rendent sur les rives du Nanay et de l'Amazone, emportant avec eux les traditionnelles juanes, une sorte de tamal, cuites la veille, ils boivent et dansent joyeusement au bord de l'eau.
Les deux premières semaines d'août, une foire agricole, animale et artisanale a lieu dans la petite ville de Santa Clara de Nanay, située à 14 km d'Iquitos.
Le 7 septembre, la population de Tamshiyacu, dans la province de Maynas, honore la Señora de la Natividad.
Le 8 décembre, c'est la fête de la Purísima, célébrée dans le quartier de Punchana, à 3 km d'Iquitos.

### Gastronomie
Les plats typiques de Loreto sont très similaires à ceux d'autres endroits de la région amazonienne. Les habitants considèrent - à tort - que le motelo, une soupe de viande de tortue ou les juanes (tamales de riz avec du poulet ou du poisson) sont des plats typiques de Loreto.
Plus étrange, les vendeurs sur les marchés locaux proposent de la viande de singe ou de lézard frite ou cuite à la vapeur qui est délicieuse, selon la population locale.
Parmi les autres plats typiques, citons la cecina (porc séché et fumé), le tacacho (bananes cuites au charbon, porc et oignons hachés), la salade de chonta, la palometa (soupe de poisson), des poissons comme le carachama (Pseudorinelepis genibarbis) et le gros paiche. Parmi les desserts, il y a une glace rafraîchissante à l'aguaje.
Comme boisson, il vous sera servi du masato (une bière à base de manioc) ou des jus de fruits naturels tels que l'aguaje, le maracuyá (fruit de la passion) et le cocona (Solanum sessiliflorum).

### Patrimoine naturel
- La réserve nationale d'Allpahuayo Mishana (es)qui, malgré ses seulement 60 ha, abrite une concentration exceptionnelle de papillons, d'oiseaux, d'amphibiens, de reptiles, de mammifères et de poissons, ainsi que plus de 1 700 espèces végétales.
- La réserve nationale de Pucacuro (es), zone de forêt humide sur près de 638 000 ha.
- La réserve nationale Pacaya-Samiria, plus grande réserve du Pérou avec 2 millions d'hectares où se réfugient dans une multitude de lacs, de marécages et de trous d'eau 130 types de mammifères, 330 espèces d'oiseaux et un nombre incalculable de reptiles et amphibiens.

## Santé
Le département compte quelque 650 médecins pour un million d’habitants environ,.

## Personnages liés au département
- Juana Judith Bustos Ahuite, La Tigresa del Oriente (es).
- Lucas Espinosa (es).